# A Diósgyőri VTK 2018–2019-es szezonja
Ez a szócikk a Diósgyőri VTK 2018–2019-es szezonjáról szól.

## Statisztikák
Utolsó elszámolt mérkőzés: 2018. október 30.

### Összesített statisztika
A felkészülési mérkőzéseket nem vettük figyelembe.
| Lejátszott mérkőzés                                      | 14 (12 bajnokság, 2 Magyar kupa) |
| Győzelem                                                 | 3 (1 bajnokság, 2 Magyar kupa) |
| Döntetlen                                                | 3 (3 bajnokság, 0 Magyar kupa) |
| Vereség                                                  | 8 (8 bajnokság, 0 Magyar kupa) |
| Szerzett gól                                             | 14 (9 bajnokság, 5 Magyar kupa) |
| Kapott gól                                               | 23 (22 bajnokság, 1 Magyar kupa) |
| Gólkülönbség                                             | –9 (–13 bajnokság, +4 Magyar kupa) |
| Sárga lap                                                | 35 (30 bajnokság, 5 Magyar kupa) |
| Kiállítás                                                | 0 (0 bajnokság, 0 Magyar kupa) |
| Legnagyobb arányú győzelem                               | minden kiírás: • 3–1 ESMTK (idegenben, Magyar Kupa 6. forduló, 2018. 09. 23.), és • 2–0 ZTE (idegenben, Magyar Kupa 7. forduló, 2018. 10. 30.) bajnokság: • 1–0 Haladás (otthon, bajnokság 5. forduló, 2018. 08. 18.) |
| Legnagyobb arányú vereség                                | minden kiírás: 1–4 Ferencváros (idegenben, bajnokság 1. forduló, 2018. 07. 22.) 1–4 Ferencváros (hazai pályán, bajnokság 12. forduló, 2018. 10. 27.)                                                                  |
| Legtöbb gól egy mérkőzésen                               | 6 gól, Mezőkövesd (idegenben 2–4 vereség, bajnokság 8. forduló, 2018. 09. 15.) |
| Legmagasabb hazai nézőszám                               | 4.349 néző, Puskás Akadémia (bajnokság 2. forduló, 2018. 07. 28.) |
| Legalacsonyabb hazai nézőszám                            | 3.023 néző, Haladás (bajnokság 5. forduló, 2018. 08. 18.) |
| Legtöbb gólt szerző játékos                              | 3 gól: • Makrai (1 bajnokság, 2 Magyar kupa) • Mihajlovics (2 bajnokság, 1 Magyar kupa) |
| Legtöbbet figyelmeztetett játékos                        | 5 figyelmeztetés: • Márkvárt (5 , 0 ) (3 bajnokság, 2 Magyar kupa) |
| Pont (csak OTP Bank Liga)                                | 6 pont a megszerezhető 36 pontból (16,7%) |
| Fernando vezetőedzővelebben a szezonban (csak bajnokság) | 1 győzelem — 3 döntetlen — 8 vereség |

### Kiírások
Dőlttel a jelenleg még le nem zárult kiírásokat illetve az azokban elért helyezést jelöltük.
| Kiírás        | Statisztikák | Statisztikák | Statisztikák | Statisztikák | Statisztikák | Statisztikák | Statisztikák | Statisztikák | Kezdő forduló/ helyezés  | Végső forduló/ helyezés | Mérkőzések dátumai | Mérkőzések dátumai | Mérkőzések dátumai |
| Kiírás        | M            | GY           | D            | V            | LG–KG        | GK           | RGÁ          | KGÁ          | Kezdő forduló/ helyezés  | Végső forduló/ helyezés | Első               | Utolsó             | Következő          |
| ------------- | ------------ | ------------ | ------------ | ------------ | ------------ | ------------ | ------------ | ------------ | ------------------------ | ----------------------- | ------------------ | ------------------ | ------------------ |
| OTP Bank Liga | 14           | 2            | 3            | 9            | 11–24        | –13          | 0,79         | 1,71         | 11.                      | 10.                     | 2018. 07. 22.      | 2018. 11. 03.      | 2018. 11. 24.      |
| Magyar kupa   | 02           | 2            | 0            | 0            | 05–01        | 0+4          | 2,50         | 0,50         | 6. forduló (legjobb 128) | 7. forduló (legjobb 64) | 2018. 09. 23.      | 2018. 10. 30.      | 2018. 12. 05.      |
| Otthon        | 07           | 2            | 2            | 3            | 06–09        | 0–3          | 0,86         | 1,29         |                          |                         |                    |                    |                    |
| Idegenben     | 09           | 2            | 1            | 6            | 10–16        | 0–6          | 1,11         | 1,78         |                          |                         |                    |                    |                    |
| Összesen      | 16           | 4            | 3            | 9            | 16–25        | 0–9          | 1,00         | 1,56         |                          |                         |                    |                    |                    |

### Bajnoki eredmények összesítése
Az alábbi táblázatban összesítve szerepelnek a Diósgyőri VTK aktuális szezon OTP Bank Ligában elért eredményei.
A százalék számítás a 3 pontos rendszerben történik.

#### Körök szerinti bontásban
| Kör (forduló)            | Otthon | Otthon | Otthon | Otthon | Otthon | Otthon | Otthon | Otthon | Idegenben | Idegenben | Idegenben | Idegenben | Idegenben | Idegenben | Idegenben | Idegenben |
| Kör (forduló)            | M      | GY     | D      | V      | LG–KG  | GK     | P      | %      | M         | GY        | D         | V         | LG–KG     | GK        | P         | %         |
| ------------------------ | ------ | ------ | ------ | ------ | ------ | ------ | ------ | ------ | --------- | --------- | --------- | --------- | --------- | --------- | --------- | --------- |
| Első kör (1–11.)         | 05     | 01     | 02     | 02     | 4–5    | –1     | 5      | 33,3%  | 06        | 0         | 01        | 05        | 4–13      | 0–9       | 1         | 5,5%      |
| Második kör (12–22.)     | 02     | 01     | 0      | 01     | 2–4    | –2     | 3      | 50,0%  | 01        | 0         | 0         | 01        | 1–02      | 0–1       | 0         | 0,0%      |
| Harmadik kör (23–33.)    | 0      | 0      | 0      | 0      |        |        |        |        | 0         | 0         | 0         | 0         |           |           |           |           |
| Összesen (1–33. forduló) | 07     | 02     | 02     | 03     | 6–9    | –3     | 8      | 38,1%  | 07        | 0         | 01        | 06        | 5–15      | –10       | 1         | 4,8%      |

#### Őszi/tavaszi szezon szerinti bontásban
| Kör (forduló)            | Otthon | Otthon | Otthon | Otthon | Otthon | Otthon | Otthon | Otthon | Idegenben | Idegenben | Idegenben | Idegenben | Idegenben | Idegenben | Idegenben | Idegenben |
| Kör (forduló)            | M      | GY     | D      | V      | LG–KG  | GK     | P      | %      | M         | GY        | D         | V         | LG–KG     | GK        | P         | %         |
| ------------------------ | ------ | ------ | ------ | ------ | ------ | ------ | ------ | ------ | --------- | --------- | --------- | --------- | --------- | --------- | --------- | --------- |
| Őszi szezon (1–18.)      | 07     | 02     | 02     | 03     | 6–9    | –3     | 8      | 38,1%  | 07        | 0         | 01        | 06        | 5–15      | –10       | 1         | 4,8%      |
| Tavaszi szezon (19–33.)  | 0      | 0      | 0      | 0      |        |        |        |        | 0         | 0         | 0         | 0         |           |           |           |           |
| Összesen (1–33. forduló) | 07     | 02     | 02     | 03     | 6–9    | –3     | 8      | 38,1%  | 07        | 0         | 01        | 06        | 5–15      | –10       | 1         | 4,8%      |

### Gólszerzők a szezonban
A táblázatban csak azokat a játékosokat tüntettük fel, akik a szezon során legalább egy gólt szereztek bármelyik kiírásban.
A táblázat elején a több gólt elérő játékosokat tüntettük fel.
Egy-egy mérkőzést részletesen is megnézhet, ha a forduló sorszámára kattint.
| Makrai                                         | 3                                              | 1                                              | 0                                              | 1                                              | 0                                              | 0                                              |     |     |    |    |     |     |    | Gól |    |    |     |     |     |     |    |    |    |    |   |   |   |   |  |  |  |  |  |  |  |  |  |  |  | 2 | 1 | 0 | Gól · gól |     |  |  |  |  |  |  |  |  |  |
| Mihajlovics                                    | 3                                              | 1                                              | 0                                              | 2                                              | 1                                              | 0                                              |     |     |    |    |     | Gól |    |     |    |    |     | gól |     |     |    |    |    |    |   |   |   |   |  |  |  |  |  |  |  |  |  |  |  | 1 | 0 | 0 | Gól       |     |  |  |  |  |  |  |  |  |  |
| Hasani                                         | 2                                              | 0                                              | 0                                              | 1                                              | 0                                              | 0                                              |     |     |    |    |     |     |    |     |    |    |     |     |     | Gól |    |    |    |    |   |   |   |   |  |  |  |  |  |  |  |  |  |  |  | 1 | 0 | 0 |           | Gól |  |  |  |  |  |  |  |  |  |
| Tajti                                          | 2                                              | 0                                              | 0                                              | 2                                              | 0                                              | 0                                              |     |     |    |    |     |     |    | Gól |    |    |     |     | Gól |     |    |    |    |    |   |   |   |   |  |  |  |  |  |  |  |  |  |  |  | 0 | 0 | 0 |           |     |  |  |  |  |  |  |  |  |  |
| Bacsa                                          | 1                                              | 0                                              | 0                                              | 1                                              | 0                                              | 0                                              | Gól |     |    |    |     |     |    |     |    |    |     |     |     |     |    |    |    |    |   |   |   |   |  |  |  |  |  |  |  |  |  |  |  | 0 | 0 | 0 |           |     |  |  |  |  |  |  |  |  |  |
| Brkovics                                       | 1                                              | 0                                              | 0                                              | 1                                              | 0                                              | 0                                              |     | Gól |    |    |     |     |    |     |    |    |     |     |     |     |    |    |    |    |   |   |   |   |  |  |  |  |  |  |  |  |  |  |  | 0 | 0 | 0 |           |     |  |  |  |  |  |  |  |  |  |
| Márkvárt                                       | 1                                              | 0                                              | 0                                              | 1                                              | 0                                              | 0                                              |     |     |    |    |     |     |    |     |    |    | Gól |     |     |     |    |    |    |    |   |   |   |   |  |  |  |  |  |  |  |  |  |  |  | 0 | 0 | 0 |           |     |  |  |  |  |  |  |  |  |  |
| Nagy                                           | 1                                              | 0                                              | 0                                              | 0                                              | 0                                              | 0                                              |     |     |    |    |     |     |    |     |    |    |     |     |     |     |    |    |    |    |   |   |   |   |  |  |  |  |  |  |  |  |  |  |  | 1 | 0 | 0 |           | Gól |  |  |  |  |  |  |  |  |  |
| Tóth                                           | 1                                              | 0                                              | 0                                              | 1                                              | 0                                              | 0                                              |     |     |    |    | Gól |     |    |     |    |    |     |     |     |     |    |    |    |    |   |   |   |   |  |  |  |  |  |  |  |  |  |  |  | 0 | 0 | 0 |           |     |  |  |  |  |  |  |  |  |  |
| Vernes                                         | 1                                              | 0                                              | 0                                              | 1                                              | 0                                              | 0                                              |     | Gól |    |    |     |     |    |     |    |    |     |     |     |     |    |    |    |    |   |   |   |   |  |  |  |  |  |  |  |  |  |  |  | 0 | 0 | 0 |           |     |  |  |  |  |  |  |  |  |  |
| öngól                                          | 0                                              | 0                                              | 0                                              | 0                                              | 0                                              | 0                                              |     |     |    |    |     |     |    |     |    |    |     |     |     |     |    |    |    |    |   |   |   |   |  |  |  |  |  |  |  |  |  |  |  | 0 | 0 | 1 |           |     |  |  |  |  |  |  |  |  |  |
| Összesen                                       | 16                                             | 2                                              | 0                                              | 11                                             | 1                                              | 0                                              | 1   | 2   | 0  | 0  | 1   | 1   | 0  | 2   | 0  | 0  | 1   | 1   | 1   | 1   |    |    |    |    |   |   |   |   |  |  |  |  |  |  |  |  |  |  |  | 5 | 1 | 0 | 3         | 2   |  |  |  |  |  |  |  |  |  |
| OTP Bank Ligában – körök szerint               | OTP Bank Ligában – körök szerint               | OTP Bank Ligában – körök szerint               | OTP Bank Ligában – körök szerint               | OTP Bank Ligában – körök szerint               | OTP Bank Ligában – körök szerint               | OTP Bank Ligában – körök szerint               | 8   | 8   | 8  | 8  | 8   | 8   | 8  | 8   | 8  | 8  | 8   | 3   | 3   | 3   | 3  | 3  | 3  | 3  | 3 | 3 | 3 | 3 |  |  |  |  |  |  |  |  |  |  |  |   |   |   |           |     |  |  |  |  |  |  |  |  |  |
| OTP Bank Ligában – öszi–tavaszi szezon szerint | OTP Bank Ligában – öszi–tavaszi szezon szerint | OTP Bank Ligában – öszi–tavaszi szezon szerint | OTP Bank Ligában – öszi–tavaszi szezon szerint | OTP Bank Ligában – öszi–tavaszi szezon szerint | OTP Bank Ligában – öszi–tavaszi szezon szerint | OTP Bank Ligában – öszi–tavaszi szezon szerint | 11  | 11  | 11 | 11 | 11  | 11  | 11 | 11  | 11 | 11 | 11  | 11  | 11  | 11  | 11 | 11 | 11 | 11 |   |   |   |   |  |  |  |  |  |  |  |  |  |  |  |   |   |   |           |     |  |  |  |  |  |  |  |  |  |

Jelmagyarázat: : büntetőgól; Helyszín: o = otthon (hazai pályán); i = idegenben; vörös színű vonallal jelezzük az őszi és a tavaszi szezon váltását
Magyar kupa: 8d1 = nyolcaddöntő, 1. mérkőzés; 8dv = nyolcaddöntő, visszavágó; 4d1 = negyeddöntő, 1. mérkőzés; 4dv = negyeddöntő, visszavágó; ed1 = elődöntő, 1. mérkőzés; edv = elődöntő, visszavágó;

### Mikor született gól a mérkőzéseken
Dőlttel a jelenleg még le nem zárult kiírás(oka)t jelöltük.
| Diósgyőri VTK | I. félidő  | I. félidő   | I. félidő   | I. félidő | I. félidő | II. félidő  | II. félidő  | II. félidő  | II. félidő | II. félidő | Extra játékidő | Extra játékidő | Extra játékidő | Mind-összesen |
| Diósgyőri VTK | 1–15. perc | 16–30. perc | 31–45. perc | 45+ perc  | Össz.     | 46–60. perc | 61–75. perc | 76–90. perc | 90+ perc   | Össz.      | 90–105. perc   | 105–120. perc  | Össz.          | Mind-összesen |
| ------------- | ---------- | ----------- | ----------- | --------- | --------- | ----------- | ----------- | ----------- | ---------- | ---------- | -------------- | -------------- | -------------- | ------------- |
| OTP Bank Liga | 0          | 0           | 05          | 0         | 05        | 03          | 02          | 01          | 0          | 06         | —              | —              | —              | 11            |
| Magyar kupa   | 0          | 01          | 01          | 0         | 02        | 0           | 0           | 01          | 0          | 01         | 02             | 0              | 02             | 05            |
| Összesen      | 0          | 01          | 06          | 0         | 07        | 03          | 02          | 02          | 0          | 07         | 02             | 0              | 02             | 16            |

| Ellenfelek    | I. félidő  | I. félidő   | I. félidő   | I. félidő | I. félidő | II. félidő  | II. félidő  | II. félidő  | II. félidő | II. félidő | Extra játékidő | Extra játékidő | Extra játékidő | Mind-összesen |
| Ellenfelek    | 1–15. perc | 16–30. perc | 31–45. perc | 45+ perc  | Össz.     | 46–60. perc | 61–75. perc | 76–90. perc | 90+ perc   | Össz.      | 90–105. perc   | 105–120. perc  | Össz.          | Mind-összesen |
| ------------- | ---------- | ----------- | ----------- | --------- | --------- | ----------- | ----------- | ----------- | ---------- | ---------- | -------------- | -------------- | -------------- | ------------- |
| OTP Bank Liga | 05         | 03          | 02          | 01        | 11        | 04          | 04          | 05          | 0          | 13         | —              | —              | —              | 24            |
| Magyar kupa   | 0          | 01          | 0           | 0         | 01        | 0           | 0           | 0           | 0          | 0          | 0              | 0              | 0              | 01            |
| Összesen      | 05         | 04          | 02          | 01        | 12        | 04          | 04          | 05          | 0          | 13         | 0              | 0              | 0              | 25            |

### Sárga/piros lapok és eltiltások a szezonban
Csak azokat a játékosokat tüntettük fel a táblázatban, akik a szezon során legalább egy figyelmeztetést kaptak.
Egy-egy mérkőzést részletesen is megnézhet, ha a forduló sorszámára kattint.
| Játékos                                        | Összes figyelmeztetés                          | Összes figyelmeztetés                          | Összes figyelmeztetés                          | Összes figyelmeztetés                          | Összes figyelmeztetés                          | OTP Bank Liga                                  | OTP Bank Liga                                  | OTP Bank Liga                                  | OTP Bank Liga                                  | OTP Bank Liga                                  | OTP Bank Liga | OTP Bank Liga | OTP Bank Liga | OTP Bank Liga | OTP Bank Liga | OTP Bank Liga | OTP Bank Liga | OTP Bank Liga | OTP Bank Liga | OTP Bank Liga | OTP Bank Liga | OTP Bank Liga | OTP Bank Liga | OTP Bank Liga | OTP Bank Liga | OTP Bank Liga | OTP Bank Liga | OTP Bank Liga | OTP Bank Liga | OTP Bank Liga | OTP Bank Liga | OTP Bank Liga | OTP Bank Liga | OTP Bank Liga | OTP Bank Liga | OTP Bank Liga | OTP Bank Liga | OTP Bank Liga | OTP Bank Liga | OTP Bank Liga | OTP Bank Liga | OTP Bank Liga | OTP Bank Liga | Magyar kupa      | Magyar kupa      | Magyar kupa      | Magyar kupa      | Magyar kupa      | Magyar kupa | Magyar kupa | Magyar kupa | Magyar kupa | Magyar kupa | Magyar kupa | Magyar kupa | Magyar kupa | Magyar kupa |
| Játékos                                        | Összes figyelmeztetés                          | Összes figyelmeztetés                          | Összes figyelmeztetés                          | Összes figyelmeztetés                          | Összes figyelmeztetés                          | Figyelmeztetések                               | Figyelmeztetések                               | Figyelmeztetések                               | Figyelmeztetések                               | Figyelmeztetések                               | 1             | 2             | 3             | 4             | 5             | 6             | 7             | 8             | 9             | 10            | 11            | 12            | 13            | 14            | 15            | 16            | 17            | 18            | 19            | 20            | 21            | 22            | 23            | 24            | 25            | 26            | 27            | 28            | 29            | 30            | 31            | 32            | 33            | Figyelmeztetések | Figyelmeztetések | Figyelmeztetések | Figyelmeztetések | Figyelmeztetések | 6           | 7           | 8           | 8d1         | 8dv         | 4d1         | 4dv         | ed1         | edv         |
| Játékos                                        | Σ                                              |                                                |                                                |                                                | KM                                             | Σ                                              |                                                |                                                |                                                | KM                                             | i             | o             | i             | i             | o             | i             | o             | i             | o             | i             | o             | o             | i             | o             | o             | i             | o             | i             | o             | i             | o             | i             | i             | o             | i             | i             | o             | i             | o             | i             | o             | i             | o             | Σ                |                  |                  |                  | KM               | i           | i           | i           |             |             |             |             |             |             |
| ---------------------------------------------- | ---------------------------------------------- | ---------------------------------------------- | ---------------------------------------------- | ---------------------------------------------- | ---------------------------------------------- | ---------------------------------------------- | ---------------------------------------------- | ---------------------------------------------- | ---------------------------------------------- | ---------------------------------------------- | ------------- | ------------- | ------------- | ------------- | ------------- | ------------- | ------------- | ------------- | ------------- | ------------- | ------------- | ------------- | ------------- | ------------- | ------------- | ------------- | ------------- | ------------- | ------------- | ------------- | ------------- | ------------- | ------------- | ------------- | ------------- | ------------- | ------------- | ------------- | ------------- | ------------- | ------------- | ------------- | ------------- | ---------------- | ---------------- | ---------------- | ---------------- | ---------------- | ----------- | ----------- | ----------- | ----------- | ----------- | ----------- | ----------- | ----------- | ----------- |
| Bacsa                                          | 5                                              | 5                                              | 0                                              | 0                                              | 1                                              | 5                                              | 5                                              | 0                                              | 0                                              | 1                                              | Sárga lap     | Sárga lap     |               |               |               |               | Sárga lap     |               | Sárga lap     |               |               |               |               | Sárga lap     | X             |               |               |               |               |               |               |               |               |               |               |               |               |               |               |               |               |               |               | 0                | 0                | 0                | 0                | 0                |             |             |             |             |             |             |             |             |             |
| Brkovics                                       | 3                                              | 3                                              | 0                                              | 0                                              | 0                                              | 3                                              | 3                                              | 0                                              | 0                                              | 0                                              |               | Sárga lap     |               |               |               |               |               |               | Sárga lap     |               | Sárga lap     |               |               |               |               |               |               |               |               |               |               |               |               |               |               |               |               |               |               |               |               |               |               | 0                | 0                | 0                | 0                | 0                |             |             |             |             |             |             |             |             |             |
| Eperjesi                                       | 2                                              | 2                                              | 0                                              | 0                                              | 0                                              | 2                                              | 2                                              | 0                                              | 0                                              | 0                                              |               |               | Sárga lap     | Sárga lap     |               |               |               |               |               |               |               |               |               |               |               |               |               |               |               |               |               |               |               |               |               |               |               |               |               |               |               |               |               | 0                | 0                | 0                | 0                | 0                |             |             |             |             |             |             |             |             |             |
| Forgács                                        | 1                                              | 1                                              | 0                                              | 0                                              | 0                                              | 1                                              | 1                                              | 0                                              | 0                                              | 0                                              |               |               |               |               |               | Sárga lap     |               |               |               |               |               |               |               |               |               |               |               |               |               |               |               |               |               |               |               |               |               |               |               |               |               |               |               | 0                | 0                | 0                | 0                | 0                |             |             |             |             |             |             |             |             |             |
| Hasani                                         | 1                                              | 1                                              | 0                                              | 0                                              | 0                                              | 1                                              | 1                                              | 0                                              | 0                                              | 0                                              |               | Sárga lap     |               |               |               |               |               |               |               |               |               |               |               |               |               |               |               |               |               |               |               |               |               |               |               |               |               |               |               |               |               |               |               | 0                | 0                | 0                | 0                | 0                |             |             |             |             |             |             |             |             |             |
| Juhar                                          | 2                                              | 2                                              | 0                                              | 0                                              | 0                                              | 1                                              | 1                                              | 0                                              | 0                                              | 0                                              |               |               |               |               |               |               |               |               |               |               |               |               | Sárga lap     |               |               |               |               |               |               |               |               |               |               |               |               |               |               |               |               |               |               |               |               | 1                | 1                | 0                | 0                | 0                |             | Sárga lap   |             |             |             |             |             |             |             |
| Karan                                          | 3                                              | 3                                              | 0                                              | 0                                              | 0                                              | 3                                              | 3                                              | 0                                              | 0                                              | 0                                              |               |               |               |               |               | Sárga lap     | Sárga lap     |               | Sárga lap     |               |               |               |               |               |               |               |               |               |               |               |               |               |               |               |               |               |               |               |               |               |               |               |               | 0                | 0                | 0                | 0                | 0                |             |             |             |             |             |             |             |             |             |
| Mazalović                                      | 1                                              | 1                                              | 0                                              | 0                                              | 0                                              | 1                                              | 1                                              | 0                                              | 0                                              | 0                                              |               | Sárga lap     |               |               |               |               |               |               |               |               |               |               |               |               |               |               |               |               |               |               |               |               |               |               |               |               |               |               |               |               |               |               |               | 0                | 0                | 0                | 0                | 0                |             |             |             |             |             |             |             |             |             |
| Márkvárt                                       | 5                                              | 5                                              | 0                                              | 0                                              | 0                                              | 3                                              | 3                                              | 0                                              | 0                                              | 0                                              |               |               |               |               |               |               |               | Sárga lap     | Sárga lap     |               |               | Sárga lap     |               |               |               |               |               |               |               |               |               |               |               |               |               |               |               |               |               |               |               |               |               | 2                | 2                | 0                | 0                | 0                | Sárga lap   | Sárga lap   |             |             |             |             |             |             |             |
| Nagy                                           | 2                                              | 2                                              | 0                                              | 0                                              | 0                                              | 1                                              | 1                                              | 0                                              | 0                                              | 0                                              |               |               |               |               |               | Sárga lap     |               |               |               |               |               |               |               |               |               |               |               |               |               |               |               |               |               |               |               |               |               |               |               |               |               |               |               | 1                | 1                | 0                | 0                | 0                | Sárga lap   |             |             |             |             |             |             |             |             |
| Radoš                                          | 1                                              | 1                                              | 0                                              | 0                                              | 0                                              | 1                                              | 1                                              | 0                                              | 0                                              | 0                                              |               |               |               |               |               |               |               | Sárga lap     |               |               |               |               |               |               |               |               |               |               |               |               |               |               |               |               |               |               |               |               |               |               |               |               |               | 0                | 0                | 0                | 0                | 0                |             |             |             |             |             |             |             |             |             |
| Sesztakov                                      | 1                                              | 1                                              | 0                                              | 0                                              | 0                                              | 1                                              | 1                                              | 0                                              | 0                                              | 0                                              |               |               |               |               |               |               |               |               |               |               | Sárga lap     |               |               |               |               |               |               |               |               |               |               |               |               |               |               |               |               |               |               |               |               |               |               | 0                | 0                | 0                | 0                | 0                |             |             |             |             |             |             |             |             |             |
| Szabó B.                                       | 2                                              | 2                                              | 0                                              | 0                                              | 0                                              | 1                                              | 1                                              | 0                                              | 0                                              | 0                                              |               |               |               |               |               |               |               |               |               |               |               |               |               | Sárga lap     |               |               |               |               |               |               |               |               |               |               |               |               |               |               |               |               |               |               |               | 1                | 1                | 0                | 0                | 0                | Sárga lap   |             |             |             |             |             |             |             |             |
| Tajti                                          | 2                                              | 2                                              | 0                                              | 0                                              | 0                                              | 2                                              | 2                                              | 0                                              | 0                                              | 0                                              |               |               |               |               |               |               | Sárga lap     | Sárga lap     |               |               |               |               |               |               |               |               |               |               |               |               |               |               |               |               |               |               |               |               |               |               |               |               |               | 0                | 0                | 0                | 0                | 0                |             |             |             |             |             |             |             |             |             |
| Tamás M.                                       | 1                                              | 1                                              | 0                                              | 0                                              | 0                                              | 1                                              | 1                                              | 0                                              | 0                                              | 0                                              |               |               |               |               |               |               |               |               |               |               |               |               | Sárga lap     |               |               |               |               |               |               |               |               |               |               |               |               |               |               |               |               |               |               |               |               | 0                | 0                | 0                | 0                | 0                |             |             |             |             |             |             |             |             |             |
| Tóth                                           | 3                                              | 3                                              | 0                                              | 0                                              | 0                                              | 3                                              | 3                                              | 0                                              | 0                                              | 0                                              |               |               |               |               | Sárga lap     | Sárga lap     |               |               |               |               | Sárga lap     |               |               |               |               |               |               |               |               |               |               |               |               |               |               |               |               |               |               |               |               |               |               | 0                | 0                | 0                | 0                | 0                |             |             |             |             |             |             |             |             |             |
| Vernes                                         | 4                                              | 4                                              | 0                                              | 0                                              | 0                                              | 4                                              | 4                                              | 0                                              | 0                                              | 0                                              |               | Sárga lap     |               | Sárga lap     |               |               |               | Sárga lap     |               |               |               | Sárga lap     |               |               |               |               |               |               |               |               |               |               |               |               |               |               |               |               |               |               |               |               |               | 0                | 0                | 0                | 0                | 0                |             |             |             |             |             |             |             |             |             |
| Összesen                                       | 39                                             | 39                                             | 0                                              | 0                                              | 1                                              | 34                                             | 34                                             | 0                                              | 0                                              | 1                                              | 1             | 5             | 1             | 2             | 1             | 4             | 3             | 4             | 4             | 0             | 3             | 2             | 2             | 2             |               |               |               |               |               |               |               |               |               |               |               |               |               |               |               |               |               |               |               | 5                | 5                | 0                | 0                | 0                | 3           | 2           |             |             |             |             |             |             |             |
| OTP Bank Ligában – körök szerint               | OTP Bank Ligában – körök szerint               | OTP Bank Ligában – körök szerint               | OTP Bank Ligában – körök szerint               | OTP Bank Ligában – körök szerint               | OTP Bank Ligában – körök szerint               | OTP Bank Ligában – körök szerint               | OTP Bank Ligában – körök szerint               | OTP Bank Ligában – körök szerint               | OTP Bank Ligában – körök szerint               | OTP Bank Ligában – körök szerint               | 28            | 28            | 28            | 28            | 28            | 28            | 28            | 28            | 28            | 28            | 28            | 6             | 6             | 6             | 6             | 6             | 6             | 6             | 6             | 6             | 6             | 6             |               |               |               |               |               |               |               |               |               |               |               |                  |                  |                  |                  |                  |             |             |             |             |             |             |             |             |             |
| OTP Bank Ligában – öszi–tavaszi szezon szerint | OTP Bank Ligában – öszi–tavaszi szezon szerint | OTP Bank Ligában – öszi–tavaszi szezon szerint | OTP Bank Ligában – öszi–tavaszi szezon szerint | OTP Bank Ligában – öszi–tavaszi szezon szerint | OTP Bank Ligában – öszi–tavaszi szezon szerint | OTP Bank Ligában – öszi–tavaszi szezon szerint | OTP Bank Ligában – öszi–tavaszi szezon szerint | OTP Bank Ligában – öszi–tavaszi szezon szerint | OTP Bank Ligában – öszi–tavaszi szezon szerint | OTP Bank Ligában – öszi–tavaszi szezon szerint | 34            | 34            | 34            | 34            | 34            | 34            | 34            | 34            | 34            | 34            | 34            | 34            | 34            | 34            | 34            | 34            | 34            | 34            |               |               |               |               |               |               |               |               |               |               |               |               |               |               |               |                  |                  |                  |                  |                  |             |             |             |             |             |             |             |             |             |

Jelmagyarázat: szürke színű vastag vonallal jelezzük a bajnoki körök fordulóját (11., 22. és 33. forduló); vörös színű vonallal jelezzük az őszi és a tavaszi szezon váltását;
Helyszín: o = otthon (hazai pályán); i = idegenben;
Magyar kupa: 8d1 = nyolcaddöntő, 1. mérkőzés; 8dv = nyolcaddöntő, visszavágó; 4d1 = negyeddöntő, 1. mérkőzés; 4dv = negyeddöntő, visszavágó; ed1 = elődöntő, 1. mérkőzés; edv = elődöntő, visszavágó;
Σ = összes sárga ill. piros lap;  = sárga lapos figyelmeztetés;  = egy mérkőzésen 2 sárga lap utáni azonnali kiállítás;  = piros lapos figyelmeztetés, azonnali kiállítás; X = eltiltás; KM = eltiltás miatt kihagyott mérkőzés
A sárga lapos figyelmeztetések következménye: a labdarúgó az adott bajnokság 5. sárga lapos figyelmeztetését követően a soron következő egy bajnoki mérkőzésen nem rendelkezik játékjogosultsággal.

### Játékvezetők
A táblázat azon játékvezetőket és az általuk a Diósgyőri VTK játékosainak kiosztott figyelmeztetéseket mutatják, akik legalább egy mérkőzést vezettek a csapatnak.
A táblázat nem tartalmazza a felkészülési- és nemzetközi kupamérkőzéseket.
A mérkőzéseknél zárójelben a bajnoki-, illetve a kupaforduló sorszámát tüntettük fel.
Egy-egy mérkőzést részletesen is megnézhet, ha a forduló sorszámára kattint.
| Játékvezető       | Összes | Összes | Összes | Összes | Összes | OTP Bank Liga | OTP Bank Liga | OTP Bank Liga | OTP Bank Liga | OTP Bank Liga | OTP Bank Liga | OTP Bank Liga | OTP Bank Liga | OTP Bank Liga | OTP Bank Liga | OTP Bank Liga | OTP Bank Liga | OTP Bank Liga | OTP Bank Liga | OTP Bank Liga | OTP Bank Liga | OTP Bank Liga | OTP Bank Liga | OTP Bank Liga | OTP Bank Liga | OTP Bank Liga | OTP Bank Liga | OTP Bank Liga | OTP Bank Liga | OTP Bank Liga | OTP Bank Liga | OTP Bank Liga | OTP Bank Liga | OTP Bank Liga | OTP Bank Liga | OTP Bank Liga | OTP Bank Liga | OTP Bank Liga | OTP Bank Liga | OTP Bank Liga | OTP Bank Liga | OTP Bank Liga | OTP Bank Liga | Magyar kupa | Magyar kupa | Magyar kupa | Magyar kupa | Magyar kupa | Magyar kupa | Magyar kupa | Magyar kupa | Magyar kupa | Magyar kupa | Magyar kupa | Magyar kupa | Magyar kupa | Magyar kupa | Mérkőzések                          |
| Játékvezető       | M      | Lapok  | Lapok  | Lapok  | Lapok  | M             | Lapok         | Lapok         | Lapok         | Lapok         | 1             | 2             | 3             | 4             | 5             | 6             | 7             | 8             | 9             | 10            | 11            | 12            | 13            | 14            | 15            | 16            | 17            | 18            | 19            | 20            | 21            | 22            | 23            | 24            | 25            | 26            | 27            | 28            | 29            | 30            | 31            | 32            | 33            | M           | Lapok       | Lapok       | Lapok       | Lapok       | 6           | 7           | 8           | 8d1         | 8dv         | 4d1         | 4dv         | ed1         | edv         | Mérkőzések                          |
| Játékvezető       | M      | Σ      |        |        |        | M             | Σ             |               |               |               | i             | o             | i             | i             | o             | i             | o             | i             | o             | i             | o             | o             | i             | o             | o             | i             | o             | i             | o             | i             | o             | i             | i             | o             | i             | i             | o             | i             | o             | i             | o             | i             | o             | M           | Σ           |             |             |             | i           | i           | i           |             |             |             |             |             |             | Mérkőzések                          |
| ----------------- | ------ | ------ | ------ | ------ | ------ | ------------- | ------------- | ------------- | ------------- | ------------- | ------------- | ------------- | ------------- | ------------- | ------------- | ------------- | ------------- | ------------- | ------------- | ------------- | ------------- | ------------- | ------------- | ------------- | ------------- | ------------- | ------------- | ------------- | ------------- | ------------- | ------------- | ------------- | ------------- | ------------- | ------------- | ------------- | ------------- | ------------- | ------------- | ------------- | ------------- | ------------- | ------------- | ----------- | ----------- | ----------- | ----------- | ----------- | ----------- | ----------- | ----------- | ----------- | ----------- | ----------- | ----------- | ----------- | ----------- | ----------------------------------- |
| Andó-Szabó Sándor | 4      | 7      | 7      | 0      | 0      | 4             | 7             | 7             | 0             | 0             | 1             |               |               | 2             | 1             |               | 3             |               |               |               |               |               |               |               |               |               |               |               |               |               |               |               |               |               |               |               |               |               |               |               |               |               |               | 0           | 0           | 0           | 0           | 0           |             |             |             |             |             |             |             |             |             | FTC (1.–i); MTK (4.–i); HAL (5.–o); |
| Berke Balázs      | 2      | 6      | 6      | 0      | 0      | 2             | 6             | 6             | 0             | 0             |               |               |               |               |               |               |               | 4             |               |               |               | 2             |               |               |               |               |               |               |               |               |               |               |               |               |               |               |               |               |               |               |               |               |               | 0           | 0           | 0           | 0           | 0           |             |             |             |             |             |             |             |             |             | MEZ (8.–i);                         |
| Pintér Csaba      | 2      | 6      | 6      | 0      | 0      | 2             | 6             | 6             | 0             | 0             |               |               |               |               |               |               |               |               | 4             |               |               |               | 2             |               |               |               |               |               |               |               |               |               |               |               |               |               |               |               |               |               |               |               |               | 0           | 0           | 0           | 0           | 0           |             |             |             |             |             |             |             |             |             | VID (9.–o), PUS (13.–i);            |
| Szőts Gergely     | 2      | 4      | 4      | 0      | 0      | 2             | 4             | 4             | 0             | 0             |               |               |               |               |               | 4             |               |               |               | 0             |               |               |               |               |               |               |               |               |               |               |               |               |               |               |               |               |               |               |               |               |               |               |               | 0           | 0           | 0           | 0           | 0           |             |             |             |             |             |             |             |             |             | KIS (6.–i), HON (10.–i);            |
| Bogár Gergő       | 1      | 2      | 2      | 0      | 0      | 0             | 0             | 0             | 0             | 0             |               |               |               |               |               |               |               |               |               |               |               |               |               |               |               |               |               |               |               |               |               |               |               |               |               |               |               |               |               |               |               |               |               | 1           | 2           | 2           | 0           | 0           |             | 2           |             |             |             |             |             |             |             | ZTE (MK 7.–i);                      |
| Bognár Tamás      | 1      | 3      | 3      | 0      | 0      | 1             | 3             | 3             | 0             | 0             |               |               |               |               |               |               |               |               |               |               | 3             |               |               |               |               |               |               |               |               |               |               |               |               |               |               |               |               |               |               |               |               |               |               | 0           | 0           | 0           | 0           | 0           |             |             |             |             |             |             |             |             |             | ÚJP (11.–o);                        |
| Erdős József      | 1      | 1      | 1      | 0      | 0      | 1             | 1             | 1             | 0             | 0             |               |               | 1             |               |               |               |               |               |               |               |               |               |               |               |               |               |               |               |               |               |               |               |               |               |               |               |               |               |               |               |               |               |               | 0           | 0           | 0           | 0           | 0           |             |             |             |             |             |             |             |             |             | DEB (3.–i);                         |
| Iványi Zoltán     | 1      | 2      | 2      | 0      | 0      | 1             | 2             | 2             | 0             | 0             |               |               |               |               |               |               |               |               |               |               |               |               |               | 2             |               |               |               |               |               |               |               |               |               |               |               |               |               |               |               |               |               |               |               | 0           | 0           | 0           | 0           | 0           |             |             |             |             |             |             |             |             |             | DEB (14.–o);                        |
| Karakó Ferenc     | 1      | 5      | 5      | 0      | 0      | 1             | 5             | 5             | 0             | 0             |               | 5             |               |               |               |               |               |               |               |               |               |               |               |               |               |               |               |               |               |               |               |               |               |               |               |               |               |               |               |               |               |               |               | 0           | 0           | 0           | 0           | 0           |             |             |             |             |             |             |             |             |             | PUS (2.–o);                         |
| Molnár Attila     | 1      | 3      | 3      | 0      | 0      | 0             | 0             | 0             | 0             | 0             |               |               |               |               |               |               |               |               |               |               |               |               |               |               |               |               |               |               |               |               |               |               |               |               |               |               |               |               |               |               |               |               |               | 1           | 3           | 3           | 0           | 0           | 3           |             |             |             |             |             |             |             |             | ESMTK (MK6.–i);                     |
| Összesen          | 16     | 39     | 39     | 0      | 0      | 14            | 34            | 34            | 0             | 0             | 1             | 5             | 1             | 2             | 1             | 4             | 3             | 4             | 4             | 0             | 3             | 2             | 2             | 2             |               |               |               |               |               |               |               |               |               |               |               |               |               |               |               |               |               |               |               | 2           | 5           | 5           | 0           | 0           | 3           | 2           |             |             |             |             |             |             |             |                                     |

Jelmagyarázat: szürke színű vastag vonallal jelezzük a bajnoki körök fordulóját (11., 22. és 33. forduló); vörös színű vonallal jelezzük az őszi és a tavaszi szezon váltását;
Lapok: M = mérkőzés; Σ = összes kioszott sárga ill. piros lap;  = kiosztott sárga lapos figyelmeztetés;  = kiosztott 2 sárga lapos figyelmeztetés utáni azonnali kiállítás;  = kiosztott piros lapos figyelmeztetés, azonnali kiállítás
Helyszín: O = otthon (hazai pályán); I = idegenben;
Magyar Kupa: 8d1 = nyolcaddöntő, 1. mérkőzés; 8dv = nyolcaddöntő, visszavágó; 4d1 = negyeddöntő, 1. mérkőzés; 4dv = negyeddöntő, visszavágó; ed1 = elődöntő, 1. mérkőzés; edv = elődöntő, visszavágó;
DEB = Debrecen; DIÓ = Diósgyőr; FTC = Ferencváros; HAL = Haladás; HON = Budapest Honvéd; KIS = Kisvárda; MEZ = Mezőkövesd; MTK = MTK; PAK = Paks; PUS = Puskás Akadémia; ÚJP = Újpest;

### Kapusteljesítmények
Az alábbi táblázatban a csapat kapusainak teljesítményét tüntettük fel.
A felkészülési mérkőzéseket nem vettük figyelembe.
| Helyezés | Kapus        | Összesen        | Összesen          | Bajnokság       | Bajnokság         | Magyar kupa     | Magyar kupa       |
| Helyezés | Kapus        | Összes mérkőzés | Ebből gól nélküli | Összes mérkőzés | Ebből gól nélküli | Összes mérkőzés | Ebből gól nélküli |
| -------- | ------------ | --------------- | ----------------- | --------------- | ----------------- | --------------- | ----------------- |
| 1.       | Antal Botond | 12              | 3                 | 12              | 3                 | 0               | 0                 |
| 2.       | Radoš, Ivan  | 4               | 1                 | 2               | 0                 | 2               | 1                 |
|          | Bukrán Erik  | 0               | 0                 | 0               | 0                 | 0               | 0                 |
| Összesen | Összesen     | 16              | 4                 | 14              | 3                 | 2               | 1                 |

### Mennyit utazott a csapat a szezonban
A táblázat km-ben mutatja, hogy mennyit utazott a Diósgyőri VTK csapata a szezonban.
A hazai mérkőzéseknél (bajnoki és kupa) a Diósgyőr és a vendégcsapat stadionja közötti, közúton mért távolságot vettük alapul.
Egy-egy mérkőzést részletesen is megnézhet az Esemény oszlopban a mérkőzésre kattintva.
      OTP Bank Liga
      Magyar kupa
      Bajnokok ligája
      Európa-liga
| Dátum         | Esemény                | Ellenfél         | Település    | Távolság (km) | Úthossz (km) | Összesen         | OTP Bank Liga    | Magyar kupa      |
| Dátum         | Esemény                | Ellenfél         | Település    | Távolság (km) | Úthossz (km) | Göngyölítve (km) | Göngyölítve (km) | Göngyölítve (km) |
| ------------- | ---------------------- | ---------------- | ------------ | ------------- | ------------ | ---------------- | ---------------- | ---------------- |
| 2018. 07. 22. | Bajnokság 1. forduló   | Ferencváros      | Budapest     | 189           | 378          | 378              | 378              |                  |
| 2018. 08. 04. | Bajnokság 3. forduló   | Debrecen         | Debrecen     | 119           | 238          | 616              | 616              |                  |
| 2018. 08. 11. | Bajnokság 4. forduló   | MTK              | Budapest     | 187           | 374          | 990              | 990              |                  |
| 2018. 08. 25. | Bajnokság 6. forduló   | Kisvárda         | Kisvárda     | 123           | 246          | 1.236            | 1.236            |                  |
| 2018. 09. 15. | Bajnokság 8. forduló   | Mezőkövesd       | Mezőkövesd   | 48            | 96           | 1.332            | 1.332            |                  |
| 2018. 09. 23. | Magyar Kupa 6. forduló | ESMTK            | Budapest     | 211           | 422          | 1.754            |                  | 422              |
| 2018. 10. 06. | Bajnokság 10. forduló  | Honvéd           | Budapest     | 187           | 374          | 2.128            | 1.706            |                  |
| 2018. 10. 30. | Magyar Kupa 7. forduló | Zalaegerszegi TE | Zalaegerszeg | 436           | 872          | 3.000            |                  | 1294             |
| 2018. 11. 03. | Bajnokság 13. forduló  | Puskás Akadémia  | Felcsút      | 258           | 516          | 3.516            | 2.222            |                  |

## OTP Bank Liga
2018. június 27-én tartották az OTP Bank Liga 2018-2019-es férfi felnőtt nagypályás labdarúgó-bajnokság sorsolását a Magyar Labdarúgó Szövetség székházában. A szezon 2018. július 21-én indul és az új szabályok értelmében 2019. május 19-én zárul. Az NB I-et ezúttal is körmérkőzéses formában, 3×11 bajnoki forduló keretében bonyolítják le. A 23-33. fordulót úgy sorsolták ki, hogy a 2017-2018-as bajnokság 1-6. helyezettjeinek hatszor otthon és ötször idegenben, a bajnokság többi résztvevőjének pedig ötször otthon és hatszor idegenben kell játszaniuk.
      Győzelem
      Döntetlen
      Vereség
| 1. ford. |

| Ferencváros | 4 – 1 | Diósgyőr |
| ----------- | ----- | -------- |
|             |       |          |

| Részletek |

| 2. ford. |

| Diósgyőr | 2 – 2 | Puskás Ak. |
| -------- | ----- | ---------- |
|          |       |            |

| Részletek |

| 3. ford. |

| Debrecen | 2 – 0 | Diósgyőr |
| -------- | ----- | -------- |
|          |       |          |

| Részletek |

| 4. ford. |

| MTK | 1 – 0 | Diósgyőr |
| --- | ----- | -------- |
|     |       |          |

| Részletek |

| 5. ford. |

| Diósgyőr | 1 – 0 | Haladás |
| -------- | ----- | ------- |
|          |       |         |

| Részletek |

| 6. ford. |

| Kisvárda | 1 – 1 | Diósgyőr |
| -------- | ----- | -------- |
|          |       |          |

| Részletek |

| 7. ford. |

| Diósgyőr | 0 – 0 | Paks |
| -------- | ----- | ---- |
|          |       |      |

| Részletek |

| 8. ford. |

| Mezőkövesd | 4 – 2 | Diósgyőr |
| ---------- | ----- | -------- |
|            |       |          |

| Részletek |

| 9. ford. |

| Diósgyőr | 0 – 1 | MOL Vidi |
| -------- | ----- | -------- |
|          |       |          |

| Részletek |

| 10. ford. |

| Honvéd | 1 – 0 | Diósgyőr |
| ------ | ----- | -------- |
|        |       |          |

| Részletek |

| 11. ford. |

| Diósgyőr | 1 – 2 | Újpest |
| -------- | ----- | ------ |
|          |       |        |

| Részletek |

| 12. ford. |

| Diósgyőr | 1 – 4 | Ferencváros |
| -------- | ----- | ----------- |
|          |       |             |

| Részletek |

| 13. ford. |

| Puskás Ak. | 2 – 1 | Diósgyőr |
| ---------- | ----- | -------- |
|            |       |          |

| Részletek |

| 14. ford. |

| Diósgyőr | 1 – 0 | Debrecen |
| -------- | ----- | -------- |
|          |       |          |

| Részletek |

| 15. ford. |

| Diósgyőr | – | MTK |
| -------- | - | --- |
|          |   |     |

| Részletek |

| 16. ford. |

| Haladás | – | Diósgyőr |
| ------- | - | -------- |
|         |   |          |

| Részletek |

| 17. ford. |

| Diósgyőr | – | Kisvárda |
| -------- | - | -------- |
|          |   |          |

| Részletek |

| 18. ford. |

| Paks | – | Diósgyőr |
| ---- | - | -------- |
|      |   |          |

| Részletek |

| 19. ford. |

| Diósgyőr | – | Mezőkövesd |
| -------- | - | ---------- |
|          |   |            |

| Részletek |

| 20. ford. |

| MOL Vidi | – | Diósgyőr |
| -------- | - | -------- |
|          |   |          |

| Részletek |

| 21. ford. |

| Diósgyőr | – | Honvéd |
| -------- | - | ------ |
|          |   |        |

| Részletek |

| 22. ford. |

| Újpest | – | Diósgyőr |
| ------ | - | -------- |
|        |   |          |

| Részletek |

| 23. ford. |

| Ferencváros | – | Diósgyőr |
| ----------- | - | -------- |
|             |   |          |

| Részletek |

| 24. ford. |

| Diósgyőr | – | Puskás Ak. |
| -------- | - | ---------- |
|          |   |            |

| Részletek |

| 25. ford. |

| Debrecen | – | Diósgyőr |
| -------- | - | -------- |
|          |   |          |

| Részletek |

| 26. ford. |

| MTK | – | Diósgyőr |
| --- | - | -------- |
|     |   |          |

| Részletek |

| 27. ford. |

| Diósgyőr | – | Haladás |
| -------- | - | ------- |
|          |   |         |

| Részletek |

| 28. ford. |

| Kisvárda | – | Diósgyőr |
| -------- | - | -------- |
|          |   |          |

| Részletek |

| 29. ford. |

| Diósgyőr | – | Paks |
| -------- | - | ---- |
|          |   |      |

| Részletek |

| 30. ford. |

| Mezőkövesd | – | Diósgyőr |
| ---------- | - | -------- |
|            |   |          |

| Részletek |

| 31. ford. |

| Diósgyőr | – | MOL Vidi |
| -------- | - | -------- |
|          |   |          |

| Részletek |

| 32. ford. |

| Honvéd | – | Diósgyőr |
| ------ | - | -------- |
|        |   |          |

| Részletek |

| 33. ford. |

| Diósgyőr | – | Újpest |
| -------- | - | ------ |
|          |   |        |

| Részletek |

### Első kör
A zöld-fehérek a tavasszal az utolsó játéknapon a bennmaradást biztosító Diósgyőr ellen próbálnak javítani a nemzetközi kupakiesés után. Thomas Doll együttesében rengeteg új játékos van, közülük jó néhányan már a Makkabi Tel-Aviv ellen, az Európa-ligában tétmérkőzésen is bemutatkoztak, várhatóan a bajnokin is játszanak majd. A zöld-fehérek az előző idényben kétszer is magabiztosan verték otthonukban a Diósgyőrt, a borsodiak még a Bódog-korszak elején, 2017 tavaszán tudtak pontot szerezni a Groupama Arénában. Ugyanakkor idén tavasszal pályaválasztóként legyőzték a Ferencvárost, amelynek az akkor elveszített pontok nagyon hiányoztak az idény hajrájában. A DVTK nem szerepelt jól a felkészülési mérkőzéseken, de hívei kiegyeznének azzal, hogy a rossz főpróba után sikeres előadás következzen.
| 1. forduló 2018. július 22., vasárnap 17:30 (tv: M4 Sport) |

| Ferencváros | 4 – 1               | Diósgyőr                  |
| --- | ------------------- | ------------------------- |
| Tamás (1–0) 15' Heister (2–0) 25' Varga R. (3–1) 45+1' Varga R. (4–1) 69' Gorriarán 18' Blažič 60' Frimpong 71' | (3 – 1) Jegyzőkönyv | 45' (2–1) Bacsa 61' Bacsa |

| Groupama Aréna, Budapest Nézőszám: 6.920 Játékvezető: Andó-Szabó Sándor (magyar) Asszisztensek: Tóth II. Vencel és Albert István |

- Diósgyőr: Antal — Eperjesi, Lipták , Tamás M., Forgács (Bárdos  71') — Hasani, Mazalović, Busai (Vernes  85') — Makrai, Bacsa, Ugrai (Jóannidisz  szünetben) • Fel nem használt cserék: Radoš (kapus), Tóth Barnabás, Nagy, Ivánka • Vezetőedző: Fernando Fernandez
- Ferencváros: Dibusz — Lovrencsics G., Frimpong, Blažič, Heister — Szpirovszki, Leandro — Varga R. (Finnbogason  82'), Lanzafame (Petrjak  69'), Gorriarán (Rodríguez  76') — Böde  • Fel nem használt cserék: Holczer (kapus), Takács Zs., Csernik, Lovrencsics B. • Vezetőedző: Thomas Doll

| Ferencváros | Diósgyőr |

A Ferencváros szervezett középpályájának köszönhetően nemcsak irányította a játékot az első félidőben, hanem a vendégvédelem bizonytalanságait kihasználva gyakran került helyzetbe. A hazaiak öngóllal szereztek vezetést: a 14. percben Lanzafame indítása után Böde egy átvételt követően középre passzolt, ahol a menteni igyekvő Tamás Márk ballal, hat méterről a saját kapujába húzta a labdát; (1–0). Alig tíz perccel később már kettővel vezettek a hazaiak: az oldalvonal mellől Gorriarán indította Marcel Heistert, aki futtából, 14 méterről, ballal kilőtte a kapu bal alsó sarkát; (2–0). A diósgyőriek támadójátéka esetleges és veszélytelen volt, ám váratlanul szépítettek: a 45. percben Makrai passza után Bacsa Patrik lefordult Lovrencsics Gergőről, majd 8 méterről, ballal, Dibusz fölött a kapu közepébe emelte a labdát; (2–1). Még a szünet előtt ismét kettőre növelte a különbséget a Ferencváros: a hosszabbítás első percében, a 46. percben Lanzafame és Varga kényszerítőzött, majd előbbit Eperjesi lerántotta a tizenhatoson belül, Andó-Szabó habozás nélkül büntetőt ítélt. A válogatott szélső, Varga Roland félmagasan a kapu jobb oldalát vette célba, Antal viszont odaért, a kapusról középre kipattanó labdára a büntetőt elvégző támadó csapott le a leggyorsabban, s az öt és feles vonaláról, jobbal a bal alsóba passzolt; (3–1). A második félidőben bátrabb támadójátékot vállalt fel a vendégcsapat, ennek eredményeként sikerült a hazai térfélen tartania a labdát és helyzeteket kidolgoznia, de újabb gólt mégis a Ferencváros ért el egy kontra végén: a 68. percben Leandro balról ívelt a tizenhatoson belülre, ahol Varga Roland egy pattanás után tíz méterről, előrevetődve, csukafejessel fejelt, a labda pedig a jobb oldali kapufáról a kapuba pattant; (4–1). A hátralévő időt sikerrel védekezték ki a házigazdák, az eredmény már nem változott.
| Csapat      | Labdabirtoklás | Lövés | Kaput talált lövés | Ebből gól | Szöglet | Szabálytalanság | Sárga lap | Piros lap | Passz | Sikeres passz | Párharc | Megnyert párharc |
| ----------- | -------------- | ----- | ------------------ | --------- | ------- | --------------- | --------- | --------- | ----- | ------------- | ------- | ---------------- |
| Ferencváros | 1337 mp (54%)  | 19    | 9 (47%)            | 4 (44%)   | 12      | 14              | 3         | 0         | 373   | 310 (83%)     | 134     | 73 (54%)         |
| Diósgyőr    | 1128 mp (46%)  | 9     | 4 (44%)            | 1 (25%)   | 3       | 16              | 1         | 0         | 357   | 296 (83%)     | 134     | 61 (46%)         |

- A Diósgyőr vendégként a legutóbbi öt meccsén nem szerzett pontot az NB I-ben.
- A Groupama Arénában a Diósgyőr a legutóbbi három alkalommal összesen tíz gólt kapott.
- A legutóbbi diósgyőri siker óta a Fradi tízmérkőzéses hazai veretlenségi sorozatot épített ki a DVTK-val szemben (8 győzelem, 2 döntetlen).
- A Ferencváros 12 mérkőzéses bajnoki veretlenségi sorozatban van, igaz, a győzelmek száma csak 5, a 7 döntetlen meg tulajdonképpen a tavalyi bajnoki aranyérmébe került Thomas Doll csapatának.
- A Ferencváros 2018-ban eddig 29 gólt ért el a hazai bajnoki mérkőzésein, a kilenc találkozó átlaga jobb, mint meccsenként három.
- Varga Roland az előző idény nyitányán is szerzett gólt, de akkor csak egyet, nem is nyert a Ferencváros.
- A bajnokságban a Ferencváros sorozatban 13. mérkőzésén maradt veretlen, pályaválasztóként pedig már 21 találkozó óta nem kapott ki.
- A zöld-fehérek az előző idény utolsó fordulójában, Balmazújvárosban az azóta a Haladáshoz igazolt Tamás László öngóljával kerültek előnybe. Most Tamás Márk vétett öngólt ellenük.
- Thomas Doll együttesében hat, a nyáron érkezett futballista szerepelt (Frimpong, Heister, Finnbogason, Lanzafame, Petrjak, Rodriguez).
- Marcel Heister értelemszerűen az első gólját szerezte az OTP Bank Ligában.[5]

| 2. forduló 2018. július 28., szombat 17:00 (tv: M4 Sport) |

| Diósgyőr                                                                                       | 2 – 2               | Puskás Akadémia |
| ---------------------------------------------------------------------------------------------- | ------------------- | --- |
| Brkovics (1–2) 32' Vernes (2–2) 52' Vernes 12' Brkovics 17' Hasani 33' Mazalović 69' Bacsa 78' | (1 – 2) Jegyzőkönyv | 13' (0–1) U. Diallo 19' (11-esből) (0–2) Radó 45' Trajkovski 69′ Molnár 76' U. Diallo 83' Spandler 90+5' Szakály P. |

| DVTK-stadion, Diósgyőr Nézőszám: 4.349 Játékvezető: Karakó Ferenc (magyar) Asszisztensek: Horváth Róbert és Varga Gábor |

- Diósgyőr: Antal — Eperjesi, Brkovics, Tamás M.,  Bárdos (Forgács  29') — Hasani, Mazalović, Busai (Tajti  74') — Makrai (Ugrai  61'), Bacsa , Vernes • Fel nem használt cserék: Radoš (kapus), Lipták, Tóth Barnabás, Sesztakov • Vezetőedző: Fernando Fernandez
- Puskás Akadémia: Hegedüs L.  — Spandler, Hegedűs J. (Osváth  65'), Heris, Trajkovski — Márkvárt (Molnár  57'), Balogh B. — Kiss T. (Latifi  88'), Radó, Szakály P. — U. Diallo • Fel nem használt cserék: Danilovics (kapus), Bokros, Arabuli, Poór • Vezetőedző: Benczés Miklós

| Diósgyőr | Puskás Ak. |

Stabil játékra rendezkedett be a Puskás Akadémia, amely ugyanakkor korántsem mondott le a támadásokról. Sőt, ha megindult, pontos passzokkal jutott előre, és a 13. percben egy szép akció végén, a kipattanót értékesítő Diallo jóvoltából előnybe került; (0–1). Ezt aztán gyorsan meg is duplázta: a 19. percben a hazaiak labdavesztését kihasználva Heris lépett ki a labdával, Brkovics buktatta, a megítélt büntetőt pedig Radó higgadtan a kapu jobb oldalába lőtte; (0–2). A diósgyőriek ebben az időszakban sok hibával, bizonytalansággal játszottak, de bő fél óra elteltével, a 32. percben Brkovics szöglet utáni pontos fejesével mégis „visszajöttek a mérkőzésbe"; (1–2). A félidő vége felé pedig többször eljutottak lövésig, még ha nagy helyzetet nem is tudtak kialakítani. Még tíz perc sem telt el a második játékrészből, amikor egyenlített a DVTK: Eperjesi lőhetett ballal a 16-os elől zavartalanul, Hegedüs a bal alsó elől Vernes elé tenyerelte a labdát, ő jobbal nem találta el rendesen, de a labda így is a bal alsóba döcögött; (2–2). Az egyenlítő találat után élénk iramban zajlott a mérkőzés, mindkét csapat játékában benne volt gólszerzés lehetősége. Bő húsz percre emberelőnybe került a Diósgyőr, mert miután Mazalovic sárga lapot érően letépte a mezt a csereként beálló Molnárról, utóbbi látványosan eltaszította akadályozóját, amiért ő pedig pirosat kapott a játékvezetőtől. Néhány perccel később a hazaiak büntetőhöz jutottak, Ugrai azonban nagy erővel a keresztlécet találta el. Mozgalmas, eseménydús mérkőzésen mindkét csapatnak volt jó periódusa, így a játék összképének megfelelt a döntetlen, noha a hazai együttes a büntetővel közel járt a fordításhoz.
| Csapat          | Labdabirtoklás | Lövés | Kaput találtlövés | Ebből gól | Szöglet | Szabálytalanság | Sárga lap | Piros lap | Passz | Sikeres passz | Párharc | Megnyert párharc |
| --------------- | -------------- | ----- | ----------------- | --------- | ------- | --------------- | --------- | --------- | ----- | ------------- | ------- | ---------------- |
| Diósgyőr        | 1669 mp (59%)  | 15    | 7 (47%)           | 2 (29%)   | 7       | 21              | 5         | 0         | 496   | 423 (85%)     | 155     | 72 (46%)         |
| Puskás Akadémia | 1146 mp (41%)  | 10    | 5 (50%)           | 2 (40%)   | 2       | 13              | 4         | 1         | 327   | 255 (78%)     | 155     | 83 (54%)         |

- A Diósgyőr negyedszer játszott bajnokit az új stadionjában, egy vereség és két győzelem után ez volt az első döntetlenje.
- A borsodiak kétgólos hátrányból talpra álltak, sőt győzelmi esélyt szalasztottak el, a csereként beálló Ugrai Roland kihagyott egy tizenegyest.
- A vendégek a 69. perctől Molnár Gábor kiállítása miatt tíz emberrel játszottak.
- Dusan Brkovics a Diósgyőr színeiben játszott eddigi nyolc bajnokiján négy gólt szerzett.
- Vernes Richárd a legutóbbi négy mérkőzésén, amelyen kezdő volt, hat gólt szerzett. Az első ötöt még a ZTE tagjaként a Merkantil Bank Ligában, tavasszal.
- Ulysse Diallo a 60. magyar élvonalbeli bajnokiján a 16. gólját szerezte.
- Radó András a legutóbbi négy bajnoki mérkőzéséből hármon gólt szerzett.[7]

A tavalyi szezonban éppen csak az NB I-ben maradt miskolci alakulatnak nem kezdődött jól az új szezon, az első fordulóban 4–1-re kikapott a Fraditól, legutóbb pedig 2–2-es döntetlent ért el a felcsútiakkal szemben. A Loki ellenben az első fordulóban 1–0-s győzelmet aratott a Puskás Akadémia otthonában, ám első hazai meccsén 1–1-es döntetlent játszott a Mezőkövesd csapatával a Nagyerdei stadionban. A keleti rangadót mindig nagy érdeklődés övezi, függetlenül attól, hányadik helyen áll a két csapat, amelynek örökmérlege a Loki felé billen, hiszen az eddigi 52 NB I-es találkozón 34 alkalommal a debreceniek győztek és 10 döntetlen mellett mindössze 8-szor szenvedett vereséget a DVSC. A gólarány 110–45 a Loki javára.
Mérkőzés előtti nyilatkozatok:
Azt gondolom, a Mezőkövesd elleni bajnokink első félidejében uraltuk a játékot. Igaz, veszélyesek voltunk, de nem tudtunk olyan sok gólhelyzetet kialakítani. A második játékrészre felpörögtünk, de épp akkor kaptuk a gólt, amikor úgy éreztük, megszerezhetjük a vezetést. Egy biztos, még nagyobb mentális erőre lesz szükségünk a Diósgyőr elleni rangadón. Ellenfelünk jó meccset játszott az elmúlt héten, most is hasonlóan harcos és agresszív DVTK-ra számítok. Fel kell vennünk a kesztyűt, de itthon természetesen nekünk kell dominálni. Arra kell fókuszálnunk, hogy mindenki a lehető legjobb teljesítményt nyújtsa. Amennyiben sikerül, jó eredményt érhetünk el. Fontos lesz, hogy Makrai Gábort és Bacsa Patrikot megfelelően tudjuk semlegesíteni, és kevés területet hagyjunk nekik hátul, továbbá a Diósgyőr gyors kontráira és pontrúgásaira is figyelnünk kell.
Kemény mérkőzés vár ránk szombaton a DVSC otthonában. Vendéglátóink jól kezdték a bajnokságot, győztek a PAFC otthonában, legutóbb pedig hazai pályán a hajrában mentettek pontot a Mezőkövesd ellen. Tavaly is jó csapattal rendelkeztek, ami szinte teljes egészében együtt maradt, a kiváló edzőjüknek nem kellett a csapatépítésre sok időt fordítani, foglalkozhatott a részletekkel. Egy biztos, nem lesz egyszerű feladatunk.
| 3. forduló 2018. augusztus 4., szombat 18:00 (tv: Duna World) |

| Debreceni VSC                                  | 2 – 0               | Diósgyőr       |
| ---------------------------------------------- | ------------------- | -------------- |
| Tőzsér (1–0) 49' Szécsi (2–0) 82' Calvente 59' | (0 – 0) Jegyzőkönyv | 90+2' Eperjesi |

| Nagyerdei stadion, Debrecen Nézőszám: 4.028 Játékvezető: Erdős József (magyar) Asszisztensek: Buzás Balázs és Garai Péter |

- Diósgyőr: Antal — Eperjesi, Brkovics, Tamás M., Forgács (Tajti  54') — Hasani, Lipták  (Bárdos  62'), Busai — Sesztakov, Bacsa, Vernes (Jóannidisz  61') • Fel nem használt cserék: Radoš (kapus), Makrai, Ugrai, Karan • Vezetőedző: Fernando Fernandez
- Debreceni VSC: Nagy S. — Čikoš, Szatmári, Kinyik, Barna — Varga K. (Calvente  56'), Tőzsér , Haris (Csősz  85'), Bódi — Szécsi, Avdijaj (Takács  90+1') • Fel nem használt cserék: Košický (kapus), Mészáros, Bereczki, Kusnyír • Vezetőedző: Herczeg András

| Debrecen | Diósgyőr |

Lendületesen kezdték a mérkőzést a csapatok. A hazaiak már az első percben megszerezhették volna a vezetést, ám Szécsi lövése a kapufán csattant, majd az első negyedórában előbb Busai, később Haris hagyott ki még egy-egy százszázalékos helyzetet. A folytatásban alaposan visszavett a tempóból mindkét gárda, a szünetig újabb gólszerzési lehetőség egyik együttes előtt sem adódott. A második félidő elején megszerezte a vezetést a DVSC: a 49. percben Forgácsot buktatták a kezdőkörben, Erdős József játékvezető sípja néma maradt, Tőzsér Dániel pedig egyedül törhetett előre, a 16-oson belül csinált két biciklicselt, majd kilőtte a jobb alsó sarkot; (1–0). Innentől kezdve többnyire a hazaiak akarata érvényesült. A DVTK hiába próbálta cserékkel erősíteni a támadójátékát, egyáltalán nem tudott veszélyt teremteni a debreceniek kapuja előtt. A hajrában a Loki újabb gólt szerzett: a 83. percben egy balról érkező beadást Szécsi Márk csúsztatott a kapu bal oldalába; (2–0). Összességében a Loki teljesen megérdemelten tartotta otthon a három pontot. Amikor Debrecenben rendezik a keleti rangadót, szinte mindig hazai siker születik: ez volt a 28. ilyen meccs, s három döntetlen, valamint egy diósgyőri győzelem mellett 24-edszer nyert a Debrecen.
| Csapat   | Labdabirtoklás | Lövés | Kaput találtlövés | Ebből gól | Szöglet | Szabálytalanság | Sárga lap | Piros lap | Passz | Sikeres passz | Párharc | Megnyert párharc |
| -------- | -------------- | ----- | ----------------- | --------- | ------- | --------------- | --------- | --------- | ----- | ------------- | ------- | ---------------- |
| Debrecen | 1412 mp (49%)  | 18    | 5 (28%)           | 2 (40%)   | 3       | 12              | 1         | 0         | 391   | 313 (80%)     | 181     | 94 (52%)         |
| Diósgyőr | 1471 mp (51%)  | 6     | 3 (50%)           | 0 (0%)    | 1       | 11              | 1         | 0         | 415   | 329 (79%)     | 181     | 87 (48%)         |

Mérkőzés utáni nyilatkozatok:
Jól kezdtük a találkozót, jobban játszottunk ellenfelünknél. Már az első játékrészben akadt helyzetünk, igaz, a Diósgyőrnek is. Jó felfogással játszott a csapat, szerettünk volna az első félidőben gólt rúgni. A második félidőben is hasonló mentalitásban játszottunk, nem engedtük kibontakozni a Diósgyőrt. Sikerült két gólt lőnünk. Az egész csapat többet támadott, és jobban játszottunk, mint az elmúlt találkozón. A szélsők is sokat tettek az előre játékért.
A Debrecen megérdemelten nyert, az első perctől kezdve sokkal jobban játszott, mint mi. Sokat kell javulnia a játékunknak. Az időjárás nem volt befolyásoló tényező, mindkét csapat azonos körülmények között játszott. A baj az volt, hogy a mi csapatunk szintje nem volt megfelelő, és ezt emelni kellene. Többet kell mutatni támadásban és védekezésben is. Idő kell, hogy megfelelően kompakt legyen a csapat. Realistának kell lenni, a csapat az elmúlt két évben a kiesés ellen harcolt, az idén a bennmaradás a cél. Változtatni kell a játékosok fejében a játékfelfogáson.
- A DVSC mindössze másodszor nyert hazai bajnokit 2018-ban. Mindkétszer a Diósgyőrt győzte le (korábban az előző szezon 30. fordulójában 2–1-re győzött a Loki, 2018. május 12-én).
- Herczeg András együttese nyolc hazai bajnoki mérkőzés után maradt ismét kapott gól nélkül.
- A Loki tavaly az első három forduló után egyetlen ponttal állt. 2018 tavaszán az első három meccsén ugyancsak egy pontot szerzett. Ezekhez képest (is) kiemelkedő a mostani hét szerzett pont.
- Tőzsér Dániel idén az első bajnoki gólját szerezte. Tavaly az utolsót éppen a Diósgyőrnek lőtte, a 19. fordulóban.
- Szécsi Márk a második élvonalbeli gólját érte el, még 2014 áprilisában, a Videoton ellen, kecskeméti játékosként szerezte az elsőt.
- A Diósgyőr a legutóbbi hat idegenbeli bajnoki mérkőzését elveszítette. A legutóbbi kilencen egy pontot szerzett.
- A DVTK a két csapat eddigi 28, a debreceniek pályaválasztásával rendezett mérkőzésből csupán egyet nyertek meg.[12]

Az újonc MTK-nak eddig nagyszerűen megy idegenben, a mezőny egyetlen csapata, amely hat pontot gyűjtött már vendégként. Mi több: egymaga annyi idegenbeli győzelmet számlál, mint a teljes további mezőny, együttvéve! Ugyanakkor az eddigi egyetlen hazai mérkőzésén súlyos és egyértelmű vereséget szenvedett a Ferencvárostól. A Diósgyőr még nyeretlen, vendégként az első fordulóban a Ferencvárostól, a harmadikban a Debrecentől szenvedett vereséget, de ezekre akár azt is mondhatjuk: a papírformának megfelelően. A második fordulóban otthon sem tudott nyerni, egy pontot szerzett a Puskás Akadémia ellen. Mivel az előző idényben az MTK a Merkantil Bank Ligában szerepelt, így természetesen a két csapat nem találkozott. De ennek tudatában is meglepő, hogy a Diósgyőr 2015 májusa óta nem tudott bajnoki meccset nyerni a kék-fehérek ellen.
| 4. forduló 2018. augusztus 11., szombat 19:30 |

| MTK                                                       | 1 – 0               | Diósgyőr               |
| --------------------------------------------------------- | ------------------- | ---------------------- |
| Ramos (1–0) 56' Gengeliczki 30' Kanta 84' Torghelle 90+2' | (0 – 0) Jegyzőkönyv | 6' Eperjesi 90' Vernes |

| Hidegkuti Nándor Stadion, Budapest Nézőszám: 2.178 Játékvezető: Andó-Szabó Sándor (magyar) Asszisztensek: Albert István és Varga Gábor |

- Diósgyőr: Antal — Sesztakov, Brkovics, Karan, Eperjesi — Tóth Barnabás, Tajti, Hasani (Forgács  71') — Bacsa, Jóannidisz (Makrai  67'), Vernes • Fel nem használt cserék: Radoš (kapus), Tamás M., Lipták, Tóth Borisz, Bárdos • Vezetőedző: Fernando Fernandez
- MTK: Kicsak — Ikenne-King (Katona  75'), Pintér Á., Gengeliczki, Szelin — Vass Á. — Vass P. (Farkas II. Balázs  67'), Kanta , Bognár, Ramos — Lencse (Torghelle  72') • Fel nem használt cserék: Horváth L. (kapus), Vogyicska, Gera D., Takács • Vezetőedző: Feczkó Tamás

| MTK | Diósgyőr |

Az első negyedórában Antal nagy védésen kívül semmi érdemleges nem történt, majd – bár aktívabb lett a vendégcsapat – Ramos ziccerénél ismét a diósgyőri kapus mutatott be bravúrt a 24. percben. A folytatásban is az MTK játszott kapura veszélyesebben, a játékrész hajrájában Brkovics révén volt a miskolci csapatnak is egy ígéretes lehetősége. A fordulást követően ugyan Antal ismét bravúrral hárított Lencse 15 méteres lövésénél, az 56. percben már ő is tehetetlen volt: Bognár István a bal oldalról középre nyeste a labdát, Myke Ramos jól előzte meg Eperjesit, és az ötös túlsó sarkáról a bal felső sarokba fejelt; (1–0). Három perccel később Lencse duplázhatta volna meg a hazai előnyt, ám a támadó öt és fél méterről csúnyán kapu fölé lőtte a ziccerét. Az utolsó fél órában is a fővárosiak játszottak jobban, és bár újabb nagy helyzet nem alakult ki egyik kapu előtt sem, teljesen megérdemelten tartották otthon mindhárom bajnoki pontot.
| Csapat   | Labdabirtoklás | Lövés | Kaput találtlövés | Ebből gól | Szöglet | Szabálytalanság | Sárga lap | Piros lap | Passz | Sikeres passz | Párharc | Megnyert párharc |
| -------- | -------------- | ----- | ----------------- | --------- | ------- | --------------- | --------- | --------- | ----- | ------------- | ------- | ---------------- |
| MTK      | 1717 mp (57%)  | 12    | 5 (42%)           | 1 (20%)   | 9       | 20              | 3         | 0         | 511   | 440 (86%)     | 144     | 71 (49%)         |
| Diósgyőr | 1304 mp (43%)  | 9     | 1 (11%)           | 0 (0%)    | 1       | 14              | 2         | 0         | 385   | 323 (84%)     | 144     | 73 (51%)         |

Mérkőzés utáni nyilatkozatok:
Egy nagyon jól játszó DVTK-t győztünk le egy nagyon jó iramú mérkőzésen. Amiatt lehet bennem hiányérzet, hamarabb le kellett volna zárni a mérkőzést, ha ez megtörténik, akkor nyugodtabb győzelmet arattunk volna. Büszke vagyok a játékosaimra, mert az ellenfélhez hasonlóan az utolsó pillanatig küzdöttek.
Gratulálok az MTK győzelméhez! A mai mérkőzésen az eredmény a legrosszabb, de a játékosaimról jókat tudok mondani a legutóbbi két idegenbeli mérkőzéssel összehasonlítva, egészen más arcát mutatta a csapat. Erre lehet építeni, hozták a játékosok a minimumot, jól küzdöttek a klub színeiért. Természetesen sokat kell még javulnunk. Három idegenbeli mérkőzésen vagyunk túl, az FTC, a DVSC is kemény ellenfél volt, és ahogy hét közben mondtam, az MTK az egyik legstílusosabb csapat az élvonalban jó játékosokkal, akiket egy kiváló edző irányít. Tisztában voltunk a rajt előtt is, hogy ilyen a sorsolásunk, mindig nehéz a sok változást hozó rajton négyből háromszor idegenben pályára lépni. Jobb lenne, ha nem lennénk késésben a csapatjáték kialakításában, de 29 mérkőzés maradt még, optimista vagyok, hogy előrébb lépünk a tabellán. Ugyanakkor realistának kell lennünk, idén is az NB I-ben maradásért játszunk, ahogy az elmúlt két évben.
- Az újonc nagyszerűen kezdte a szezont, eddig csak a még százszázalékos Ferencvárostól kapott ki, a további három mérkőzését megnyerte.
- A kék-fehérek még soha nem kaptak gólt az új stadionjukban megnyert élvonalbeli bajnoki mérkőzésen.
- Myke Ramos az előző fordulóban is szerzett gólt, rajta kívül az MTK-ból csak Kanta József szerzett már a bajnoki idényben egynél több gólt.
- Feczkó Tamás vezetőedzőként pályafutása során először nyert hazai pályán élvonalbeli bajnoki mérkőzést.
- A Diósgyőr 2015 májusa óta nyeretlen az MTK ellen.
- A borsodiak mindössze egy pontot szereztek az első négy fordulóban. 2017 nyarán (hét pont) és 2018 tavaszán (4 pont) is jobban rajtoltak.
- Az elmúlt bő egy évben, 2017. augusztus 5. óta a DVTK 17 idegenbeli bajnoki mérkőzésen 6 pontot szerzett, s 45-öt veszített. Március 17. óta csak veszített.[15]

A DVTK nagyon rossz passzban van, csupán a Puskás Akadémia elleni hazai mérkőzésen tudott megmenteni egy pontot. Az egyetlen szerzett ponttal a tizenegyedik helyen áll a tabellán. Pályaválasztóként az új stadionban a Mezőkövesd ellen vereséggel kezdett, de azóta három találkozón hét pontot szerzett. A Haladás az első három fordulóban nyeretlen maradt, majd otthon legyőzte a Puskás Akadémia együttesét. Vendégként gyenge a mérlege, immár sorozatban öt bajnoki találkozón maradt szerzett pont nélkül.
| 5. forduló 2018. augusztus 18., szombat 19:30 |

| Diósgyőr                                  | 1 – 0               | Swietelsky Haladás        |
| ----------------------------------------- | ------------------- | ------------------------- |
| Tóth Barnabás (1–0) 36' Tóth Barnabás 42' | (1 – 0) Jegyzőkönyv | 69′ M. Grumics 81' Király |

| DVTK-stadion, Diósgyőr Nézőszám: 3.023 G és H szektorok zárva Játékvezető: Andó-Szabó Sándor (magyar) Asszisztensek: Szécsényi István és Horváth Róbert |

- Diósgyőr: Antal — Sesztakov, Brkovics, Karan, Tamás M. — Tóth Barnabás, Tajti, Hasani (Lipták  81') — Vernes (Jóannidisz  68'), Mihajlovics (Bacsa  49'), Forgács • Fel nem használt cserék: Radoš (kapus), Makrai, Nagy, Bárdos • Vezetőedző: Fernando Fernandez
- Haladás: Király — Schimmer (Halmosi  74'), Tamás L., Kolčák, Bošnjak  — M. Grumics, Habovda — K. Mészáros, Kovács L. (Bamgboye  58'), Németh Milán — Rabušic (Rácz B.  79') • Fel nem használt cserék: Gyurján (kapus), Kovalovszki, Németh Márió, Jancsó • Vezetőedző: Michal Hipp

| Diósgyőr | Haladás |

Az első negyedórában megpróbálta felmérni egymást a két csapat, kereste a fogást az ellenfelén, de nem volt meg a lendület az akciókban sem egyik, sem másik oldalon. A folytatásban is a pálya közepén zajlott a játék, egy-két távoli lövést láthattak a nézők, komoly gólszerzési lehetőség azonban továbbra sem adódott. A Diósgyőr szűk tíz perccel a félidő vége előtt rögzített helyzetből szerzett vezetést: a 36. percben Vernes bal szélről jövő jobblábas szabadrúgását Tóth Barnabás Király Gábor mellett a kapu bal alsó sarkába fejelte az ötösről; (1–0). A gól némileg váratlan volt, mert a Haladás egyébként szervezetten szűrte a DVTK támadásait. A hazai csapat a második félidőben bátrabban játszott, többet kezdeményezett, ráadásul a mérkőzés utolsó negyedére emberelőnybe is került: Jóannidisz passzával kapura tört a gólszerző, Tóth, a 16-os előtt feldöntötte őt Grumics, piros lapot kapott a játékvezetőtől. A vendég együttesben nem volt meg a kellő átütőerő az egyenlítéshez, igyekezett a Haladás támadásokat vezetni, de nem tudott helyzetet kialakítani.
| Csapat   | Labdabirtoklás | Lövés | Kaput találtlövés | Ebből gól | Szöglet | Szabálytalanság | Sárga lap | Piros lap | Passz | Sikeres passz | Párharc | Megnyert párharc |
| -------- | -------------- | ----- | ----------------- | --------- | ------- | --------------- | --------- | --------- | ----- | ------------- | ------- | ---------------- |
| Diósgyőr | 1302 mp (46%)  | 6     | 3 (50%)           | 1 (33%)   | 5       | 13              | 1         | 0         | 409   | 325 (79%)     | 156     | 93 (60%)         |
| Haladás  | 1555 mp (54%)  | 15    | 4 (27%)           | 0 (0%)    | 9       | 14              | 1         | 1         | 414   | 338 (82%)     | 156     | 63 (40%)         |

- A Diósgyőr megszerezte első győzelmét a bajnoki idényben. Új stadionja avatása óta, pályaválasztóként, a Mezőkövesd elleni vereség után, négy mérkőzésen tíz pontot szerzett.
- Tóth Barnabás, pályafutása tizenegyedik élvonalbeli mérkőzésén, megszerezte első gólját az OTP Bank Ligában.
- A Diósgyőr 2018-ban mindössze másodszor maradt bajnoki mérkőzésen kapott gól nélkül.
- A Haladás sorozatban a hatodik idegenbeli bajnoki mérkőzését veszítette el.
- A vasiak a mérkőzés utolsó negyedében tíz emberrel játszottak a korábbi diósgyőri játékos, Miroszlav Grumics kiállítása miatt.
- A Haladás minden eddig az OTP Bank Liga 2018–2019-es idényében játszott idegenbeli mérkőzését tíz emberrel fejezte be, a Honvéd ellen Priskin, a Ferencvárossal szemben Jagodics Márk, most Grumics kapott piros lapot.
- 2017 áprilisa óta először született hazai győzelem ebben a párharcban, a legutóbbi három meccset a mindenkori vendég (egyszer a Haladás, kétszer a DVTK) nyerte.[18]

| 6. forduló 2018. augusztus 25., szombat 19:30 |

| Kisvárda Master Good       | 1 – 1               | Diósgyőr                                                               |
| -------------------------- | ------------------- | ---------------------------------------------------------------------- |
| Vári (1–1) 51' Horváth 27' | (0 – 1) Jegyzőkönyv | 41' (0–1) Mihajlovics 45' Tóth Barnabás 49' Karan 55' Nagy 89' Forgács |

| Várkerti Sportpálya, Kisvárda Nézőszám: 2.137 Játékvezető: Szőts Gergely (magyar) Asszisztensek: Ring György és Szert Balázs |

- Diósgyőr: Antal  — Sesztakov, Brkovics, Karan, Nagy — Tóth Barnabás, Tajti, Bárdos (Forgács  78') — Makrai (Hasani  szünetben), Mihajlovics, Vernes (Jóannidisz  68') • Fel nem használt cserék: Radoš (kapus), Tamás M., Lipták, Bacsa • Vezetőedző: Fernando Fernandez
- Kisvárda: Felipe — Melnyik, Ene, Vári, Protics (Mitosevics  59' — Lucas , Mišić (Karaszjuk  83' — Ilics, Gosztonyi (Sassá  szünetben), Pico — Horváth Z. • Fel nem használt cserék: Mincă (kapus), Lukjancsuk, Kovácsréti, Parcvanyija • Vezetőedző: Dajka László

| Kisvárda | Diósgyőr |

Jó iramban, kisvárdai fölénnyel kezdődött a mérkőzés. A hazai csapat már az ellenfél térfelén letámadott és többször eljutott kapura lövésig. Mintegy húsz perc elteltével ugyan visszavett az iramból, de a szórványos diósgyőri támadásokat így is magabiztosan szűrte meg. A hajrában viszont váratlanul vezetést szerzett a DVTK: egy bal oldali szöglet után a lecsorgó labdát Mihajlovic az öt és felesről, középről passzolta a hazai kapuba. A második félidő elején a Kisvárda büntetőből egyenlített, Karan húzta földre a mezénél fogva Horváthot, a tizenegyest Vári higgadtan a bal alsó sarokba lőtte. Ezután ismét lendületbe jött a hazai együttes, amely végig sokkal aktívabban játszott, mint a DVTK. A vendégcsapat alig jutott el a kisvárdaiak tizenhatosáig, miközben a hazaiak többször is közel álltak a gólszerzéshez, és ezzel első élvonalbeli győzelmük kiharcolásához, ami azonban végül nem jött össze nekik. A vendég DVTK sorozatban a 13. idegenbeli bajnoki mérkőzésén maradt nyeretlen.
| Csapat   | Labdabirtoklás | Lövés | Kaput találtlövés | Ebből gól | Szöglet | Szabálytalanság | Sárga lap | Piros lap | Passz | Sikeres passz | Párharc | Megnyert párharc |
| -------- | -------------- | ----- | ----------------- | --------- | ------- | --------------- | --------- | --------- | ----- | ------------- | ------- | ---------------- |
| Kisvárda | 1883 mp (59%)  | 20    | 8 (40%)           | 1 (13%)   | 6       | 18              | 1         | 0         | 593   | 504 (85%)     | 193     | 102 (53%)        |
| Diósgyőr | 1295 mp (41%)  | 7     | 2 (29%)           | 1 (50%)   | 1       | 21              | 4         | 0         | 395   | 311 (79%)     | 193     | 91 (47%)         |

Mérkőzés utáni nyilatkozatok:
A mutatott játékkal elégedett vagyok, az eredménnyel nem. Az első perctől kezdve odatette magát a csapat, kerestük a lehetőséget, hogy gólt lőjünk, de még meg kell tanulnunk gólt lőni. Szöglet és egy kapu előtti kavarodást követően hátrányba kerültünk, és máris csak a döntetlenért mentünk. Az egyenlítést követően 30 perc maradt hátra, de az ellenfél kapusa is ragyogóan védett. Összességében megtettünk mindent, de még többet kell dolgozni, hogy Fortuna is mellénk álljon.
A mai mérkőzésen az a legfontosabb, hogy pontot szereztünk. Ezeken a találkozókon, amikor közvetlen riválissal játszunk, akkor minden pont fontos számunkra. A küzdőszellem, a csapatszellem rendben volt, azonban nem lehettem elégedett a védekezésből támadásba való átmenettel, mert ebből a lefordulást követően rendre az ellenfél támadhatott. A hozzáállással nem volt semmi gond, de könnyen veszítettünk labdát. Több egyéniség kell a pályára, mert a fociban legnehezebb egyszerűen játszani, és ebben javulnunk kell.
- Dajka László először irányította hazai pályán a kisvárdai csapatot.
- Az újonc először szerzett pontot pályaválasztóként.
- Vári Barnabás lett az első magyar játékos, aki a Kisvárda színeiben gólt szerzett az élvonalban. Több mint kilenc év telt el a legutóbbi, a legmagasabb osztályban lőtt találata óta, azt még a Paks játékosaként érte el.
- Egyetlen csapat mérkőzésein sem ítéltek annyi büntetőt a játékvezetők a mostani OTP Bank Ligában, mint a Kisvárdáén. A sok kapott után most egyet az újonc lőhetett.
- A szerb Branko Mihajlovics először szerepelt a kezdő tizenegyben az OTP Bank Ligában szerzett mérkőzésen. Góllal ünnepelte.
- A Diósgyőr sorozatban hét elveszített idegenbeli bajnoki után szerzett pontot vendégként.
- Vidéki csapat vendégeként 2018-ban először szerzett pontot a Diósgyőr.[21]

A DVTK pályaválasztóként a legutóbbi négy bajnokiján tíz pontot szerzett, május elején éppen a Paks elleni 1–0-val indult a jó sorozat. A csapat rosszul kezdte a bajnokságot, de a legutóbbi két fordulóban négy pontot gyűjtött. A paksiak a legutóbbi fordulóban szerezték meg az első győzelmüket, talán a vártnál gyengébben rajtoltak, de ebbe az is belejátszott, hogy a mostani már az ötödik idegenbeli bajnoki mérkőzésük lesz a szezonban. A legutóbbi, vendégként játszott találkozójukon pontot szereztek a Groupama Arénában az addig százszázalékos Ferencváros ellen, de szereztek előtte pontot a MOL Vidi ellen is. Április 21. óta a Paks mindössze egy (mezőkövesdi) bajnokiján kapott vendégként egynél több gólt.
| 7. forduló 2018. szeptember 1., szombat 19:30 |

| Diósgyőr                      | 0 – 0       | Paks                          |
| ----------------------------- | ----------- | ----------------------------- |
| Karan 67' Bacsa 70' Tajti 86' | Jegyzőkönyv | 44' Papp 46' Bartha 78' Gévay |

| DVTK-stadion, Diósgyőr Nézőszám: 3.872 Játékvezető: Andó-Szabó Sándor (magyar) Asszisztensek: Kóbor Péter és Király Zsolt |

- Diósgyőr: Antal  — Sesztakov, Brkovics, Karan, Tamás M. — Tajti, Tóth B., Hasani (Bacsa  61') — Vernes (Szabó B.  90'), Mihajlovics, Forgács (Juhar  53') • Fel nem használt cserék: Radoš (kapus), Makrai, Nagy, Bárdos • Vezetőedző: Fernando Fernandez
- Paks: Nagy G. — Vági, Fejes, Gévay , Báló — Kecskés (Egerszegi  87'), Papp, Bertus — Haraszti (Simon A.  90+3'), Hahn, Bartha (Remili  63')  • Fel nem használt cserék: Rácz (kapus), Nagy R., Horváth, Berdó • Vezetőedző: Csertői Aurél

| Diósgyőr | Paks |

Az első felvonásban fordulatos játékot láthatott a közönség, mindkét kapu többször forgott veszélyben. Amíg azonban a paksiaknak több lehetőségük adódott a gólszerzésre, addig a legnagyobb helyzetet a diósgyőriek hagyták ki, pontosabban Vernes szabadrúgásból a keresztlécet találta el. A második félidőben egyre inkább a DVTK került fölénybe – főként a csereként pályára lépő Bacsával gyűlt meg a paksi védők baja –, de ritkán került igazi helyzetbe. A paksiak idővel már a kontrákról is lemondtak, kizárólag a védekezésre koncentráltak, és végül kihúzták kapott gól nélkül.
| Csapat   | Labdabirtoklás | Lövés | Kaput találtlövés | Ebből gól | Szöglet | Szabálytalanság | Sárga lap | Piros lap | Passz | Sikeres passz | Párharc | Megnyert párharc |
| -------- | -------------- | ----- | ----------------- | --------- | ------- | --------------- | --------- | --------- | ----- | ------------- | ------- | ---------------- |
| Diósgyőr | 1449 mp (46%)  | 7     | 1 (14%)           | 0 (0%)    | 1       | 24              | 3         | 0         | 433   | 364 (84%)     | 144     | 72 (50%)         |
| Paks     | 1720 mp (54%)  | 11    | 1 (9%)            | 0 (0%)    | 4       | 13              | 3         | 0         | 522   | 458 (88%)     | 144     | 72 (50%)         |

- A Diósgyőr az első ott játszott bajnoki mérkőzése óta veretlen az új stadionban, de a legutóbbi háromból kettőt nem nyert meg.
- A Mezőkövesd elleni avató 0–1-e óta először maradt szerzett gól nélkül pályaválasztóként.
- Fernando Fernandez csapata egymást követő második hazai mérkőzésén is kapott gól nélkül maradt. 2016 decembere óta nem volt ilyenre példa.
- A Paks április 21. óta mindössze egy (mezőkövesdi) bajnokiján kapott vendégként egynél több gólt.
- Csertői Aurél csapata idén mindössze harmadszor, a mostani szezonban először maradt kapott gól nélkül idegenbeli bajnokiján.
- A Paks már ötödször játszott idegenben az OTP Bank Liga 2018–2019-es idényében, vendégként nyeretlen, de csak kétszer kapott ki.
- A tolnai zöld-fehérek a legutóbbi négy, a Diósgyőr elleni idegenbeli mérkőzésükből hármon szerzett gól nélkül maradtak. A „maradék” egyen ellenben négy gólt lőttek.[23]

Negyedik alkalommal játszik a DVTK vendégként Mezőkövesden élvonalbeli mérkőzésen szombaton. A Mezőkövesd mindössze 2013-ban jutott fel először az élvonalba, de az NB II-ben is csupán egy találkozót játszott a DVTK Mezőkövesden, 2011. május 28-án. Az akkori kövesdi vezetőedző, Benczés Miklós csapata egy vitatott büntetővel ugyan legyőzte a DVTK-t 1–0-ra, de a meccs után mégis ünnepelhettek a DVTK-szurkolók, mert egy év kitérőt követően visszajutott a csapat az NB I-be. A Magyar Kupában is összefutott már a két csapat, 2007. szeptember 26-án Mezőkövesden Simon, Douva valamint Rebecsák góljával 3–1-es végeredménnyel lépett tovább a Diósgyőr. A Ligakupában is találkozott a Mezőkövesd és a DVTK. Akkor Szivics Tomiszlav vezetőedzővel a diósgyőriek a mérkőzést 1–3-ra elbukták (a rendkívül értékes diósgyőri gólt Futács Márkó szerezte), azonban a negyeddöntőbe a DVTK jutott, miután hazai pályán 2–0-ra diadalmaskodott. A sorozat végén pedig a diósgyőri játékosok emelhették a magasba a serleget. Az első élvonalbeli találkozón 2014. április 20-án Bacsa Patrik hajrában szerzett góljával győzött a DVTK. A legutóbbi, tavalyi szezonbeli, 2017. december 2-i összecsapáson nem született gól. A DVTK idegenbeli mérlege Mezőkövesden: 1 győzelem, 1 döntetlen, 1 vereség, 1–3-as gólkülönbség (2013–2014-es szezon: Mezőkövesd–DVTK 0–1, gólszerző: Bacsa Patrik; 2016–2017-es szezon Mezőkövesd–DVTK 3–0; 2017–2018-as szezon Mezőkövesd–DVTK 0–0). Nyolcszor játszottak eddig egymással az NB I-ben, a mérleg majdnem kiegyenlített: kétszer nyert a Mezőkövesd, három döntetlen, három diósgyőri siker. Mezőkövesden egy ide, egy oda, egy iksz.
Mérkőzés előtti nyilatkozatok:
Mindenki nagyon várja a mérkőzést, hiszen a válogatott szünet miatt két hete nem léptünk már pályára. Egy nagyon fontos, érzelmekkel teli mérkőzés következik. Az előző három meccsen sikerült pontokat gyűjtenünk, remélem, hogy ez folytatódni fog a Mezőkövesd ellen is.
| 8. forduló 2018. szeptember 15., szombat 17:00 |

| Mezőkövesd-Zsóry                                                           | 4 – 2               | Diósgyőr                                                                     |
| -------------------------------------------------------------------------- | ------------------- | ---------------------------------------------------------------------------- |
| Szeles (1–0) 7' Cseri (2–0) 9' Vajda (3–0) 11' Vajda (4–2) 80' Tóth B. 45' | (3 – 0) Jegyzőkönyv | 50' (3–1) Tajti 68' (3–2) Makrai 37' Radoš 45' Tajti 60' Vernes 70' Márkvárt |

| Városi stadion, Mezőkövesd Nézőszám: 2.600 Játékvezető: Berke Balázs (magyar) Asszisztensek: Szécsényi István és Vígh-Tarsonyi Gergő |

- Diósgyőr: Radoš  — Sesztakov (Bacsa  szünetben), Brkovics, Karan, Juhar — Tóth Ba. (Szabó B.  szünetben), Tajti, Márkvárt — Vernes, Mihajlovics, Forgács (Makrai  66') • Fel nem használt cserék: Bukrán (kapus), Lipták, Hasani, Nagy • Vezetőedző: Fernando Fernandez
- Mezőkövesd: Dombó (Szappanos  86') — Farkas, Pillár, Katanec, Vadnai — Mevoungou, Szeles — Cseri, Tóth B.  (Molnár G.  68'), Vajda (Szalai  88') — Drazsics • Fel nem használt cserék: Szappanos (kapus), Alves, Szakály D., Hudák, Meszhi • Vezetőedző: Kuttor Attila

| Mezőkövesd | Diósgyőr |

A mérkőzés előtt negyven perccel nagy eső zúdult a pályára, de a kezdésre elcsendesedett, a játéktér pedig viszonylag jó állapotban maradt. A hazaiak nagy lendülettel kezdtek, illetve jószerivel minden támadásuk góllal zárult a találkozó elején. Az elsőre nem is kellett sokat várna, a 7. percben Tóth Bence jobbról ívelte be a szögletet, a középen lendületből üresen érkező Szeles pedig hat méterről, előrevetődve a kapu jobb sarkába fejelt; (1–0). 2 perccel később,  már kettővel vezettek a kövesdiek: a 9. percben a hazaiak középpályása Cseri Tamás jó labdát kapott Szelestől a jobb oldalon, majd 14 méterről jobbal laposan a jobb alsó sarokba helyezett; (2–0). Újabb két perc és újabb kék-sárga találat: Drazsics 14 méterről leadott lövését Radoš oldalra ütötte, de éppen Vajda Sándor elé, aki 8 méterről jobbal egyből a léc alá bombázott; (3–0). Ezután taktikusan futballozott a Mezőkövesd, időnként pedig pontos passzokkal jutottak el a vendégek kapujáig és többször lövéssel fejezték be támadásukat. A diósgyőrieknek lett volna miért felpörögniük, de ettől messze voltak, nem jelentettek veszélyt a hazai kapura és időnként hátul is bizonytalankodtak. A második félidő elején szépítettek a vendégek: az 50. percben Tajti lövésével szépített a Diósgyőr! Bacsától kapott labdát Tajti Mátyás, a Spanyolországból hazatért játékos, csinált egy cselt Pillár mellett, majd 20 méterről a jobb alsó sarokba tekert; (3–1). A játékrész közepén egy gólra felzárkózott a DVTK: a 68. percben a két perccel korábban beállt Makrai Gábor lövése megpattant Pilláron és a labda a meglepett Dombó mellett a kapu jobb oldalában kötött ki; (3–2). Egy időre ismét nyílttá vált a mérkőzés. Tíz perccel a vége előtt egy újabb Vajda találattal ismét két góllal vezetett a Mezőkövesd és mint kiderült, ezzel el is dőlt a három pont sorsa: a 80. percben Vajda Sándor középen vezette fel a labdát, majd 24 méterről ballal középen a léc alá lőtt, Radoš hiába vetődött; (4–2). Sikerével a hazai csapat a negyedik helyre lépett előre a tabellán úgy, hogy csak hét mérkőzést játszott.
| Csapat     | Labdabirtoklás | Lövés | Kaput találtlövés | Ebből gól | Szöglet | Szabálytalanság | Sárga lap | Piros lap | Passz | Sikeres passz | Párharc | Megnyert párharc |
| ---------- | -------------- | ----- | ----------------- | --------- | ------- | --------------- | --------- | --------- | ----- | ------------- | ------- | ---------------- |
| Mezőkövesd | 1607 mp (47%)  | 15    | 7 (47%)           | 4 (57%)   | 4       | 13              | 1         | 0         | 418   | 335 (80%)     | 130     | 80 (62%)         |
| Diósgyőr   | 1840 mp (53%)  | 10    | 3 (30%)           | 2 (67%)   | 5       | 13              | 4         | 0         | 562   | 485 (86%)     | 130     | 50 (38%)         |

Mérkőzés utáni nyilatkozatok:
Két különböző félidőt játszottunk ma, az elsőn felnőttek játszottak gyerekek ellen – mi voltunk a gyerekek –, a másodikban pedig egyenlő erők küzdöttek, ahogy az az első osztályban normális. Az elején hiányzott a koncentráció, úgy kellene játszani a pályán, mint egy profitól elvárható. Szó szerint nem idézhetem, hogy mit mondtam a szünetben, de meglett az eredménye, mert a második félidőben más arcát mutatta a csapat, több tüzet láttam. Ha bármelyik csapat ellen partiban szeretnénk lenni, akkor nem lehet úgy játszani, ahogy az első félidőben tettük. Amikor sikerült felzárkózni, 3–2-nél akár vissza is jöhettünk volna a mérkőzésbe, azonban a hazaiak negyedik gólja előtt ismét visszaesett a koncentráció szintje, sorozatban több labdát veszítettünk. Ha pozitívat szeretnék mondani, akkor a szurkolókat kell említenem, mert ezen az esős szombaton megtöltötték a vendégszektort, 6–700-an jöttek el, hogy győzni lássák a csapatot. Igazán szenvedélyesen szurkoltak, sajnos ezen a délutánon nem voltunk egy szinten velük.
Elég hektikus mérkőzést láttunk, ahol mindkét csapatnak voltak olyan periódusai, amikor minden sikerült. Az elején nekünk, a második félidőben a DVTK-nak. A korábbi mérkőzéseken is megvoltak a lehetőségeink, de most olyan 15 percet fogtunk ki, amikor minden bejött. Nagyon nehéz volt a pálya, nagy fizikai igénybevételt jelentett a játékosoknak, ilyen körülmények között nem lehet 90 percen keresztül egyenletes színvonalon játszani. Hála Istennek sikerült bevinni a kegyelemdöfést, és azt hiszem, megérdemelten nyertünk.
- A győzelemmel a Mezőkövesd a negyedik helyre lépett elő, sőt, a vesztett pontokat tekintve harmadik.
- A Mezőkövesd a legutóbbi hét, a Diósgyőr elleni bajnoki mérkőzéséből csak egyet veszített el. A legutóbbi kettőt megnyerte.
- A kövesdiek élvonalbeli történetükben először nyertek otthon négy gólt szerezve. Vendégként is csak egyszer jutottak legalább négy szerzett gólig, a klub hívei számára felejthetetlen, 2013. augusztus 10-i, kecskeméti 6–2-n.
- Szeles Tamás az első gólját szerezte az OTP Bank Ligában.
- Druszája, Cseri Tamás az ötödik találatnál tart, legutóbb májusban, a Puskás Akadémia ellen talált a kapuba.
- A Balmazújvárosból igazolt Vajda Sándor először duplázott a magyar élvonalban.
- A Diósgyőr a legutóbbi kilenc idegenbeli mérkőzésén mindössze egy pontot szerzett.
- A DVTK mindkét gólját a Puskás Akadémián nevelkedett játékos szerezte. A 2012–2013-as idényben együtt játszottak a felcsúti akadémia U17-es csapatában, egyébként Sallai Roland társaságában.[27]

| 9. forduló 2018. szeptember 30., vasárnap 18:00 (tv: M4 Sport) |

| Diósgyőr                                      | 0 – 1               | MOL Vidi                               |
| --------------------------------------------- | ------------------- | -------------------------------------- |
| Brkovics 11' Márkvárt 81' Karan 84' Bacsa 89' | (0 – 0) Jegyzőkönyv | 69' (0–1) Huszti 85' Pátkai 87' Tujvel |

| DVTK-stadion, Diósgyőr Nézőszám: 2.850 Játékvezető: Pintér Csaba (magyar) Asszisztensek: Huszár Balázs és Farkas Balázs |

- Diósgyőr: Radoš  — Sesztakov, Karan, Brkovics, Juhar — Márkvárt, Mazalović (Tóth Barnabás  76'), Tajti — Makrai, Mihajlovics (Hasani  69'), Vernes (Bacsa  56') • Fel nem használt cserék: Bukrán (kapus), Nagy, Szabó B., Bárdos • Vezetőedző: Fernando Fernandez
- MOL Vidi: Tujvel — Fiola (Milanov  67'), Vinícius, Juhász , Stopira — Nego, Pátkai, Kovács (Hodžić  56'), Huszti — M. Scsepovics (Nikolov  85') • Fel nem használt cserék: Hársfalvi (kapus), Berecz, Tamás K., Hangya • Vezetőedző: Marko Nikolics

| Diósgyőr | Vidi |

A Diósgyőr kezdte jobban a mérkőzést, az első tíz percben két helyzet is adódott a hazaiak előtt, de egyiket sem sikerült gólra váltaniuk. Ezt követően viszont a címvédő átvette az irányítást, de a vezetést a székesfehérváriaknak sem sikerült megszerezniük, mivel Huszti és Stopira is ziccert hibázott. A szünet előtt alább hagyott a lendület, ebben a periódusban az egyetlen érdemi lehetőség Huszti előtt adódott, de célt tévesztett 14 méterről. Bár mezőnyben a DVTK egyenrangú partnere volt a Vidinek, utóbbi sokkal veszélyesebben futballozott, elsősorban Huszti beadásainak köszönhetően. A korábbi válogatott játékos fordított helyzetben nem hibázott, Pátkai beadását követően közelről fejelt a kapuba. A játékrész közepén egyáltalán nem forogtak veszélyben a kapuk, s bár a miskolciak a hajrában mezőnyfölénybe kerültek, csak egy komoly lehetőséget tudtak kidolgozni a stabilan védekező Vidi ellen, így ismét pont nélkül maradtak.
Mérkőzés utáni nyilatkozatok:
Sorozatban harmadszor sikerült nyernünk, fontos három pontot szereztünk itt, egy nehéz mérkőzésen, ezért gratulálok a játékosoknak. A mérkőzés jelentős részében jobban játszottunk, de az ellenfél kapuja előtt nem voltunk elég hatékonyak. Az utolsó három-négy percben tartottam tőle, hogy a sok kihagyott helyzet megbosszulja magát, mondhatni ez a futball egyik íratlan törvénye, de most ez nem történt meg. Gratulálok a hazai csapatnak is, mert ők is kellettek ahhoz, hogy egy jó meccset játszhassunk. Sok időnk nincs elemezgetni és gondolkodni ezen a találkozón, hiszen december 16-áig gyakorlatilag szó szerint háromnaponta játsszuk majd a meccseket. Természetesen csütörtökön a Chelsea a találkozó esélyese, de jó mentalitással lépünk majd pályára és megpróbálunk mindent, ami tőlünk telik. Büszkének kell lenni arra, hogy a híres Stamford Bridgen léphetünk pályára, ez minden játékosnak remek tapasztalat lesz. A mai mérkőzésen kockázatot kellett vállalnunk, a cserék is ennek szóltak, hiszen Loic ment vissza szélsőhátvédnek, Milanov állt be Fiola helyett és Hodzic is érkezett második csatárnak. A Chelsea jelenleg szerintem a világ legjobb 10 csapatában benne van, valóban nagy probléma lenne, ha Willian, vagy Hazard törhetne hasonló szituációba a kapunk felé, de azon leszünk, hogy ne forduljon elő hasonló helyzet, amelyből ma valóban előfordult néhány.
Szerintem egy nagyon jó meccset játszott ma egymással két jó csapat. Mindkét együttes a három pontért küzdött. Gratulálok a játékosoknak, mindent kiadtak magukból. Azt mutatták, amit gyakoroltunk a héten, emiatt boldog vagyok. Egy pontot szerintem megérdemeltünk volna, de sajnos nyertek a vendégek. Dominánsan benne volt a kontrajáték gyakorlása a heti munkában, hiszen Nego és Stopira fent játszott, sok terület volt mögöttük, 2-3 kontránk is volt, amely megfordíthatta volna a meccset. Sajnos a mozgások és az utolsó döntések nem voltak megfelelőek, ezért nem sikerült befejeznünk ezeket az akciókat.
Supka Attila együttese, a Budapest Honvéd a legutóbbi három fordulóban összesen egy pontot szerzett, a legutóbbi kettőben kikapott. A legutóbbi 450 játékpercben csak a Debrecennek tudott gólt lőni, igaz, azon a meccsen háromig jutott. A Hungária körúti albérletben eddig háromszor játszott, a mérleg két vereség, egy győzelem. A Diósgyőr ugyancsak nem szerzett pontot a legutóbbi két fordulóban, ráadásul az utolsó előtti helyen áll. Vendégként a legutóbbi kilenc mérkőzésén csupán két pontot szerzett.
| 10. forduló 2018. október 6., szombat 14:45 (tv: M4 Sport) |

| Budapest Honvéd    | 1 – 0               | Diósgyőr |
| ------------------ | ------------------- | -------- |
| Holender (1–0) 67' | (0 – 0) Jegyzőkönyv |          |

| Új Hidegkuti Nándor stadion, Budapest Nézőszám: 2.069 Játékvezető: Szőts Gergely (magyar) Asszisztensek: Albert István és Buzás Balázs |

- Diósgyőr: Antal  — Sesztakov, Brkovics, Karan, Juhar — Márkvárt, Mazalović, Tajti (Hasani  63') — Vernes (Bacsa  58'), Mihajlovics, Makrai • Fel nem használt cserék: Radoš (kapus), Tamás M., Tóth Borisz, Nagy, Szabó B. • Vezetőedző: Fernando Fernandez
- Honvéd: Gróf — Baráth, Kamber , Batik — Heffler, Pilík (Banó-Szabó  58'), Hidi (Bamba  85'), Gazdag, Kukoč (Tischler  76') — Holender, Danilo • Fel nem használt cserék: Horváth (kapus), Holdampf, Škvorc, N’Gog • Vezetőedző: Supka Attila

| Honvéd | Diósgyőr |

Mindkét csapat óvatosan kezdte a találkozót, így az első nagyobb helyzetre több mint húsz percet kellett várni, akkor Holender fejesét védte Antal. A játékrész második felében a kispesti együttes volt aktívabb, de a miskolci kapus hárította a kevés kapujára irányuló távoli lövést, s a túloldalon Gróf sem hibázott egyetlen védenivalója alkalmával. A folytatásban egyértelműen a Honvéd került mezőnyfölénybe, de ez sokáig meddőnek bizonyult, mígnem az egész találkozón agilis Holender bevette a vendégek kapuját: 
A 67. percben egy bal oldali beadása után Karan nem tudta elrúgni a labdát, amely így Holender Filipnél kötött ki, a csatár félfordulatból lőtt, a labda pedig Karan lábán irányt változtatva a bal alsó sarokban kötött ki; (1–0). Alig néhány perccel később egyenlíthetett volna a DVTK, amely a továbbiakban nem tudott újítani, így a fővárosiak könnyedén őrizték meg minimális előnyüket a lefújásig. A pályaválasztóként az MTK Új Hidegkuti Nándor stadionjában játszó kispestiek sikerükkel biztosan megőrizték második helyüket a tabellán, míg az utolsó előtti miskolciak immár öt találkozó óta nem tudták begyűjteni a három pontot.
| Csapat   | Labdabirtoklás | Lövés | Kaput találtlövés | Ebből gól | Szöglet | Szabálytalanság | Sárga lap | Piros lap | Passz | Sikeres passz | Párharc | Megnyert párharc |
| -------- | -------------- | ----- | ----------------- | --------- | ------- | --------------- | --------- | --------- | ----- | ------------- | ------- | ---------------- |
| Honvéd   | 1682 mp (52%)  | 19    | 6 (32%)           | 1 (17%)   | 5       | 13              | 0         | 0         | 488   | 397 (81%)     | 144     | 81 (56%)         |
| Diósgyőr | 1576 mp (48%)  | 6     | 3 (50%)           | 0 (0%)    | 2       | 12              | 0         | 0         | 470   | 397 (84%)     | 144     | 63 (44%)         |

- A kispestiek augusztus 12. óta másodszor szereztek gólt és másodszor nyertek.
- Az Új Hidegkuti Nándor stadionban ez volt a negyedik bajnoki meccsük, a mérleg két győzelem, két vereség.
- Holender Filip a második bajnoki gólját szerezte az idényben. A borsodi klubok specialistája, a Honvéd az ő góljával nyert 1–0-ra a Diósgyőr és a Mezőkövesd ellen is.
- Supka Attila együttese 340 perc után szerzett ismét bajnoki gólt.
- A Diósgyőr sorozatban harmadszor veszített, hasonlóan rossz mérlege csak a Haladásnak van.
- A DVTK a legutóbbi négy mérkőzéséből csak a Mezőkövesd elleni megyei rangadón szerzett gólt.
- Fernando Fernandez együttese a legutóbbi tíz idegenbeli bajnokiján egy pontot szerzett, s 29-et veszített.[30]

A legutóbbi szezonban az Újpest, a 2016–2017-esben a Diósgyőr maradt veretlen ebben a párharcban. 2012 és 2016 között jellemzően a pályaválasztó megnyerte a maga mérkőzését (kettő kivételével). A DVTK az utolsó előtti helyen áll, a legutóbbi három fordulóban nem szerzett pontot. Pályaválasztóként legutóbb kikapott a MOL Viditől, ez volt az első veresége otthon a Mezőkövesd elleni, tavaszi pályaavató óta. A teljes mezőnyből a legkevesebb gólt szerezte eddig 2018 őszén. Az Újpest a nyolcadik helyen áll, de ugyanannyi pontot veszített, mint a negyedik Paks. Vendégként legutóbb kikapott a Ferencvárostól a Groupama Arénában, de jellemzően a döntetlenek csapata: március 10. óta kilenc idegenbeli meccséből haton „Ikszelt”. Azóta nyerni csak Mezőkövesden tudott.
| 11. forduló 2018. október 20., szombat 17:00 |

| Diósgyőr                                                          | 1 – 2               | Újpest                                                           |
| ----------------------------------------------------------------- | ------------------- | ---------------------------------------------------------------- |
| Márkvárt (1–0) 58' Brkovics 45' Tóth Barnabás 75' Sesztakov 90+3' | (0 – 0) Jegyzőkönyv | 75' (1–1) Beridze 89' (1–2) Beridze 52' Bojovics 66' Risztevszki |

| DVTK-stadion, Diósgyőr Nézőszám: 3.940 Játékvezető: Bognár Tamás (magyar) Asszisztensek: Buzás Balázs és Kóbor Péter |

- Diósgyőr: Antal — Brkovics, Karan, Tamás M. (Hasani  90+3') — Sesztakov, Tóth Barnabás, Márkvárt, Tajti (Mazalović  73'), Juhar — Mihajlovics (Vernes  62'), Bacsa  • Fel nem használt cserék: Radoš (kapus), Tóth Borisz, Nagy, Polgár • Vezetőedző: Fernando Fernandez
- Újpest: Pajovics — Balázs, Bojovics, Risztevszki, Burekovics — Szankovics, Onovo  — Nwobodo, Zsótér (Lukács  66'), Beridze (Mohl  90+3') — Novothny (Pauljevics  85') • Fel nem használt cserék: Gundel-Takács (kapus), Litauszki, Horj, Lubaki • Vezetőedző: Nebojsa Vignjevics

| Diósgyőr | Újpest |

A vendégek kezdték aktívabban a mérkőzést, többnyire a Diósgyőr térfelén folyt a játék, a hazaiak szórványos – és jobbára veszélytelen – ellentámadásokkal próbálkoztak. Az idő előrehaladtával nem változott a játék képe, de Juhar hajrában lőtt kapufáját leszámítva nagy helyzet egyik kapu előtt sem alakult ki. A szünet után nem sokkal, egy remekül kijátszott támadás végén vezetéshez jutott a DVTK, amely a folytatásban is inkább kontrákkal próbálkozott, de ezek kivitelezésébe rendre hiba csúszott. A labdát továbbra is többet birtokló Újpest játékából ugyan hiányzott az átütőerő, egy védelmi hibát kihasználva azonban sikerült egyenlítenie. Egyik fél sem elégedett meg a döntetlennel, a hajrában mindkét csapat igyekezett megszerezni a győztes gólt, s ez végül – egy újabb nagy védelmi hibát követően – a vendégeknek jött össze. A hazaiak immár hat meccs óta nyeretlenek, a fővárosiaknak pedig ez volt a szezonbeli első idegenbeli sikerük.
| Csapat   | Labdabirtoklás | Lövés | Kaput találtlövés | Ebből gól | Szöglet | Szabálytalanság | Sárga lap | Piros lap | Passz | Sikeres passz | Párharc | Megnyert párharc |
| -------- | -------------- | ----- | ----------------- | --------- | ------- | --------------- | --------- | --------- | ----- | ------------- | ------- | ---------------- |
| Diósgyőr | 1300 mp (39%)  | 12    | 1 (8%)            | 1 (100%)  | 4       | 13              | 3         | 0         | 376   | 307 (82%)     | 177     | 78 (44%)         |
| Újpest   | 2046 mp (61%)  | 15    | 4 (27%)           | 2 (50%)   | 8       | 6               | 2         | 0         | 599   | 534 (89%)     | 177     | 99 (56%)         |

Mérkőzés utáni nyilatkozatok:
Könnyű értékelni a ma látottakat, mert két különböző mérkőzést játszottunk, az első az egyenlítő gólig tartott. Az Újpest megmutatta, hogy igazán jó csapat, vesztes állásból is fordítani tudott. Mi megszereztük a vezetést, a második gólt viszont nem sikerült meglőni, mert a kontrák befejezésénél nem voltunk eléggé pontosak, és hátul pedig két nagy hibát vétettünk. A játékosok mindent megtettek, megvalósították, amit egész héten gyakoroltunk. Nem szeretnék senkire rámutatni, hogy miatta maradtunk pont nélkül, mert ha győzünk, akkor mindenki győz, ha veszítünk, akkor együtt veszítünk. Ilyen passzban vagyunk, Bureković számtalan jó beadását hárítottuk, majd Balázs gyengébbik lábáról jött egy labda, ami háromszor is lepattant, mégis gólt kaptunk belőle. Majd Tomislav Mazalović, a bajnokság egyik legjobban passzoló játékosa adott el rossz helyen egy labdát. A folytatásban csak a munka, a gyakorlás segíthet, mert úgy nem fogunk meccset nyerni, ha gólokat ajándékozunk az ellenfélnek. A nehéz helyzet ellenére az egyenlítő gólig tisztán lehetett látni, hogy mit akarunk játszani, tele voltunk energiával, nem véletlenül vezettünk, ezt rontottuk el a végén. Az első kör ért véget, még 22 forduló maradt hátra, hogy pontokat gyűjtsünk.
Rendkívül nehéz mérkőzést játszottunk, de nagyrészt mi tettük azzá. Az első félidő rendben volt, kontrolláltuk az összecsapást, a DVTK csak néhány kontrát vezetett, amire számítottunk. Egyedül a lövéseket és a gólt hiányoltam csak. A második félidőben szinte rögtön föladtuk az eredeti elképzelésünket, és mi adtunk kontrázási lehetőséget a DVTK-nak. Azt kell mondjam, ellenfelünk szerencsére időben lőtte a gólt, mert így maradt időnk fordítani. A mérkőzés bizonyos részeiben nagyon mérges voltam, mintha a játékosok feladták volna a csatát. Beridzének külön gratulálok a közelmúltban született gyermekéhez és a két gólja miatt is. Megérdemeltük a győzelmet, mert jobb csapat vagyunk, a játékosok bemutatták, milyen karakterrel rendelkeznek. Általánosságban nagyon boldog vagyok, nagy győzelmet arattunk, mert a DVTK nehéz helyzetben van, mindig a kötelező győzelmek a legnehezebbek.
- Az Újpest immár négy mérkőzés óta veretlen a Diósgyőr ellen.
- A lila-fehérek a legutóbbi két fordulóban hat pontot szereztek, rajtuk kívül ezt csak a Mezőkövesd állíthatja magáról.
- Nebojsa Vignjevics együttese a nyolcadik, de ha megnyerné a MOL Vidi elleni elhalasztott meccsét harmadik lenne.
- Giorgi Beridze a hetedik mérkőzését játszotta a magyar élvonalban, először szerzett gólt. Rögtön kettőt.
- A Diósgyőr sorozatban negyedszer kapott ki. Március vége óta húsz bajnoki mérkőzéséből tizennégyet elbukott.
- A borsodi piros-fehérek először kaptak ki két egymást követő mérkőzésükön az új stadionban.
- Márkvárt Dávid az első gólját lőtte az OTP Bank Liga 2018–2019-es szezonjában. Az előző idényben egy gólig jutott, még a Puskás Akadémia játékosaként, azt is az Újpestnek lőtte.[33]

### Második kör
A Ferencváros először vendégeskedik az új diósgyőri stadionban, várhatóan tekintélyes számú publikum előtt lép majd pályára. Legutóbb, tavasszal, Debrecenben, pályaválasztóként nyert a DVTK a zöld-fehérek ellen. Az elmúlt hetekben egyik csapat sem szerepelt jól, noha a tabellán óriási a különbség köztük, a zöld-fehérek továbbra is listavezetők, a borsodiak pedig a tizenegyedik, utolsó előtti helyen állnak. A Ferencváros a legutóbbi két mérkőzésén csak egy pontot szerzett. Talán kevesebb figyelmet kapott az utóbbi időben, mert a csapat magabiztosan vezeti a táblázatot, hogy Rebrovval csak a bajnoki meccsek felét nyerte meg eddig a Ferencváros. Idegenben a legutóbbi fordulóban, Felcsúton veszített először pontot.
| 12. forduló 2018. október 27., szombat 17:00 (tv: M4 Sport) |

| Diósgyőr                                                 | 1 – 4               | Ferencváros                                                                                            |
| -------------------------------------------------------- | ------------------- | --- |
| Mihajlovics (1–4) 71' (11-esből) Márkvárt 14' Vernes 46' | (0 – 3) Jegyzőkönyv | 26' (0–1) Böde 37' (0–2) Böde 39' (0–3) Szpirovszki 47' (0–4) Böde 19' Petrjak 66' Heister 71' Leandro |

| DVTK-stadion, Diósgyőr Nézőszám: 7.768 Játékvezető: Berke Balázs (magyar) Asszisztensek: Georgiou Theodoros és Horváth Róbert |

- Diósgyőr: Antal  — Brkovics, Karan, Tamás M. — Sesztakov, Tóth Barnabás (Bacsa  szünetben), Márkvárt (Mazalović  79'), Tajti, Juhar — Mihajlovics, Vernes (Hasani  55') • Fel nem használt cserék: Radoš (kapus), Nagy, Szabó B., Polgár • Vezetőedző: Fernando Fernandez
- Ferencváros: Dibusz — Lovrencsics G., Blažič, Leandro, Heister — Szpirovszki, Sigér — Bőle (Csernik  81'), Lanzafame, Petrjak (Varga R.  52') — Böde  (Gorriarán  66') • Fel nem használt cserék: Holczer (kapus), Takács, Finnbogason, Rodríguez • Vezetőedző: Szerhij Rebrov

| Diósgyőr | Ferencváros |

A Ferencváros rögtön nyomás alá helyezte a diósgyőriek kapuját, egymás után vezette támadásait. Negyedóra elteltével valamelyest összeszedték magukat a hazaiak, de továbbra is a vendégcsapat játszott fölényben. A 26. percben vezetést szereztek a vendégek: Heister bal oldalról érkező lapos beadását Antal kiütötte éppen Böde Dániel fejére, ahonnan a hálóba pattant a labda; (0–1). A diósgyőriek is eljutottak ellenfelük kapujáig, sőt könnyen egyenlíthettek is volna, helyzetkihasználásban azonban az FTC sokkal jobb volt. A 37. percben már kettővel vezetett a Fradi: a vendégek szöglete után a beadást a hazaiaknak sikerült tisztázni, azonban Böde Dánielhez került a labda, aki jobbról, az alapvonaltól 15 méterre lövésre szánta el magát, és laposan a hosszú alsó sarokba lőtt; (0–2). Két perccel később pedig már hárommal vezettek a fővárosiak: a 39. percben újabb jobb oldali vendég szöglet, ami a beadás után megült a földön a kapu előterében, leggyorsabban Sztefan Szpirovszki eszmélt, és közelről a hálóba lőtt; (0–3). A pihenőt követően nem sokkal Böde már mesterhármasnál tartott: a 47. percben Lanzafame kapott üresen labdát a 16-os bal oldalán, ahonnan középre gurított, és az érkező Böde Dániel közelről az üres kapuba lőtt; (0–4). Hiába birtokolta ezután a korábbinál többet a labdát a DVTK, sokáig nem vezetett eredményre az erőfeszítése. Aztán egy szögletnél Leandro kézzel tisztázott a fejelni készülő Branko Mihajlovics elől, a büntetőt pedig utóbbi magabiztosan értékesítette; (1–4). A folytatásban is élénk maradt az iram, mindkét oldalon akadt gólszerzési lehetőség, de már nem változott az eredmény, így a jobban és főleg hatékonyabban játszó FTC simán érvényesítette a papírformát.
Mérkőzés utáni nyilatkozatok:
Az első félidőt látva nehezen hihető, hogy háromgólos hátrányban vonultunk szünetre. Végső soron az a foci lényege, hogy a labdát a hálóba juttasd, ebben pedig nem vagyunk jól. A helyzetek kialakítása már sikerült a térség egyik legjobb csapata ellen, de nem tudtuk értékesíteni őket, ezért nem lehetek elégedett. Sokat kell fejlődnünk a helyzetkihasználásban, mert ötből legalább egyet illett volna belőni. Egy hozzánk hasonló helyzetben lévő csapatnak nem könnyű az FTC ellen játszani, de a játékosok megmutatták a karakterüket, mindent kiadtak a pályán. Nekünk nem drága játékosok igazolásával, hanem más módon kell felvennünk a vetélytársakkal a versenyt. A mai napon kisebb különbség volt a pályán a két csapat között, mint amekkora különbség van a két klub költségvetése között. A folytatásban pontokat kell szerezni, meccseket nyerni, mert eddig 12-ből csak 1-szer győztünk. Csak egyet tehetünk, bízunk a játékosokban, hogy beérik a munka, a sok munka, a még több munka. A csapat életben van, egy meccsre, két pontra állunk a vonaltól, és még csak most kezdődött a második kör. Biztos vagyok benne, hogy a DVTK jövőre is az élvonalban szerepel.
Fontos győzelmet arattunk ma a múltkori vereséget, és az azt megelőző döntetlent követően. Látszik a játékosokban a potenciál, egy hosszú út áll előttünk, de jó irányba tartunk. Nem számítottam könnyű meccsre, mert a DVTK nem könnyű ellenfél, de megérdemeltük a győzelmet, mert támadásban és védekezésben is jól játszottunk. Négyet lőttünk, de több gólt is szerezhetünk volna, azonban a második félidőben akadtak problémáink, amit ki kell javítani.
| Csapat      | Labdabirtoklás | Lövés | Kaput találtlövés | Ebből gól | Szöglet | Szabálytalanság | Sárga lap | Piros lap | Passz | Sikeres passz | Párharc | Megnyert párharc |
| ----------- | -------------- | ----- | ----------------- | --------- | ------- | --------------- | --------- | --------- | ----- | ------------- | ------- | ---------------- |
| Diósgyőr    | 1687 mp (47%)  | 16    | 3 (19%)           | 1 (33%)   | 4       | 11              | 2         | 0         | 467   | 386 (83%)     | 165     | 76 (46%)         |
| Ferencváros | 1866 mp (53%)  | 15    | 6 (40%)           | 4 (67%)   | 9       | 11              | 3         | 0         | 531   | 455 (86%)     | 165     | 89 (54%)         |

- Böde Dániel az OTP Bank Liga 2018–2019-es idényének első mesterhármasát szerezte.
- A válogatott csatár egyetlen meccs alatt megháromszorozta őszi góljai számát.
- A zöld-fehérek mindössze egy idegenbeli bajnoki meccsükön veszítettek eddig pontot az idényben, a Puskás Akadémia ellenin.
- A Ferencváros március 3-án Debrecenben kikapott a Diósgyőrtől. A két csapat azóta háromszor találkozott egymással, mindhármat megnyerte a Fradi, mégpedig 12–2-es összesítéssel
- Sztefan Szpirovszki két gólt szerzett a 2017–2018-as idényben, a Vidi és a Diósgyőr ellen. Sztefan Szpirovszki két gólt szerzett eddig a 2018–2019-es idényben. A Vidi és a Diósgyőr ellen.
- Branko Mihajlovics a második gólját érte el a szezonban, korábban a Kisvárda kapuját vette be.
- A DVTK sorozatban a hetedik mérkőzésén nem tudott nyerni, a legutóbbi ötöt elveszítette.[36]

Egyik csapatnak sem sikerült jól az előző forduló, de a felcsúti akadémia csapatának a hazai mérlege az utóbbi időben remek: legyőzte a Vidit, a Ferencvárost és a Honvédot is. A DVTK ezzel szemben augusztus 18. óta nyeretlen, a legutóbbi öt mérkőzését pedig el is veszítette. Az elmúlt 365 napban mindössze három pontot szerzett vendégként, a Mezőkövesd, a Vasas és a Kisvárda ellen ért el döntetlent.
| 13. forduló 2018. november 3., szombat 17:00 |

| Puskás Akadémia | 2 – 1       | Diósgyőr |
| --------------- | ----------- | -------- |
|                 | Jegyzőkönyv |          |

| Pancho Aréna, Felcsút Játékvezető: Pintér Csaba (magyar) Asszisztensek: Huszár Balázs és Bornemissza Norbert |

| Puskás Ak. | Diósgyőr |

- A Puskás Akadémia a legutóbbi négy hazai bajnokiját megnyerte, élvonalbeli történetében még nem volt ilyen jó sorozata.
- A Vidi, a Honvéd, a Ferencváros és a DVTK elleni, egyaránt megnyert meccseken a Puskás Akadémia egyetlen akciógólt kapott, most szombaton. A Vidi is szerzett gólt ellene, de Marko Scsepovics büntetőből vette be Braniszlav Danilovics kapuját.
- A Balmazújvárosból érkezett Bacsana Arabuli a második bajnoki gólját érte el az őszi idényben.
- Hegedűs János két, egymást követő hazai bajnoki mérkőzésen lőtt döntő szabadrúgásgólt.
- A Diósgyőr sorozatban a hatodik bajnoki mérkőzését veszítette el.
- Tajti Mátyás élete második NB I-es gólját nevelőegyesületének rúgta.
- A borsodi piros-fehér alakulat az elmúlt 365 napban mindössze három pontot szerzett vendégként, a Mezőkövesd, a Vasas és a Kisvárda ellen ért el döntetlent.[37]

A Diósgyőr a legutóbbi hat fordulóban nem szerzett pontot, elromlott a hazai mérlege is, az új stadionjában először kapott ki három egymást követő mérkőzésen. „Mentségére” szóljon, hogy legutóbbi ellenfelei a Vidi, az Újpest és a Ferencváros voltak. Most sem vár rá sokkal könnyebb ellenfél: a DVSC. A Loki szeptember 15. óta nem szenvedett bajnoki vereséget, ezzel most övé a leghosszabb aktuális veretlenségi sorozat az OTP Bank Ligában. A legutóbbi öt fordulóban 11 pontot gyűjtött. Vendégként azonban az első forduló óta nyeretlen. Az idei szezon első körében a DVSC győzött hazai pályán 2–0-ra, Tőzsér Dániel és Szécsi Márk góljaival. A keleti rangadót mindig nagy érdeklődés övezi, függetlenül attól, hányadik helyen áll a két csapat, amelynek örökmérlege a Loki felé billen, hiszen az eddigi 53 NB I-es találkozón 35 alkalommal a debreceniek győztek és 10 döntetlen mellett mindössze 8-szor szenvedett vereséget a DVSC. A gólarány 112–45 a Loki javára. A Diósgyőrhöz nyáron érkezett a szlovák Martin Juhar, a horvát Tomislav Mazalović, a szerb Branko Mihajlovics, Márkvárt Dávid, Polgár Kristóf, Tajti Mátyás és Vernes Richárd, illetve kölcsönbe leigazolták a Viditől Szabó Bencét. Távozott Busai Attila, Diego Vela, Fülöp István, Nikólaosz Jóannidisz, Mahalek Marcell, Szarka Ákos, Tucsa Róbert és Ugrai Roland. A borsodi csapat a kiesés ellen menekül. Jelenleg az utolsó előtti helyen áll hat ponttal. Az eddigi 13 bajnokiból egyet tudott megnyerni, háromszor döntetlent játszott és kilencszer kikapott.
Ez lesz a 26. DVTK–DVSC mérkőzés, az első találkozóra az élvonalban 1944. április 23-án került sor, mely 0–0-s döntetlen eredménnyel ért véget. A '60-as években két debreceni siker után másfél évtizeden keresztül nem találkozott a két csapat az élvonalban. A '80-as években viszont öt meccsből négyet a DVTK nyert. A 2000-es évek elején egymás után három mérkőzésen nem sikerült a debreceniek kapujába találniuk a miskolciaknak, viszont az azt követő mérkőzésen háromszor is. 2006. április első napján 6000 néző gyűlt össze a DVTK stadionjában, amikor a Debrecen, a bajnoki címvédő érkezett vendégségbe. A DVTK kétgólos hátrányból felállva, végül 3–3-as döntetlent harcolt ki. Ezt a pontszerzést három vereség követte Diósgyőrben, de a 2009–2010-es bajnokságban hatalmas meglepetésre legyőzték a hajdúságiakat. 2009. július 25-én Aczél Zoltán egy alaposan megfiatalított gárdával vette fel a harcot a bajnoki címvédővel szemben és Lippai Ákos 93. percben értékesített büntetőjével szerezte meg a három pontot. A történelem megismételte önmagát, amikor egy újabb emlékezetes mérkőzésen újfent kétgólos hátrányból mentett pontot egy hatgólos meccsen a DVTK. Érdekesség, hogy a Diósgyőr mindhárom gólját spanyol játékos szerezte, köztük Fernando Fernandez, aki jelenleg a csapat vezetőedzője. 2014 tavaszán, amikor Miskolcon találkozott a két csapat, a DVTK egy teljes félidőt létszámhátrányban játszva szerzett pontot Futács Márkó találatával. A 2014–2015-ös bajnokságban a két csapat találkozóján 1–1-es döntetlen született. Legutóbb Mezőkövesden fogadta a DVTK a DVSC-t. Az első félidőben Ugrai Roland előbb gólt lőtt, majd gólpasszt adott Dejan Karannak. A lefújás után emberelőnybe került a DVTK, mert Aleksandar Jovanović megütötte a DVTK 10-esét. A folytatásban Busai Attila góljával tovább növelte előnyét a Diósgyőr, a vendégek pedig büntetőből zárkóztak. Végül Eperjesi lerántásáért még Ferenczi is piros lapot kapott, de újabb gól már nem esett. A legutóbbi "hazai" mérkőzésen egy hosszú szériát szakított meg a DVTK a DVSC legyőzésével.
Mérkőzés előtti nyilatkozatok:
Ha a két együttes tabellán elfoglalt pozíciója alapján indulunk ki a mérkőzésből, könnyen pórul járhatunk. Ha valaki azt hiszi, könnyű összecsapás lesz a Diósgyőr elleni, nagy hibát követ el. Egy kiegyenlített, kőkemény meccsre számítok, amelyen minden játékosomnak a lehető legjobb teljesítményét kell nyújtani. Nagyon szeretnénk nyerni, de ez csak akkor lehetséges, ha top formában futballozunk. Biztos vagyok benne, hogy fantasztikus lesz a hangulat a stadionban, hisz mind a két fél tábora kiváló légkört tud teremteni és nagy segítséget nyújt csapatának. A héten sajnos Bódi és Avdijaj sem tudott a kerettel készülni, de remélhetőleg a rendelkezésünkre állnak szombaton. A csapat egységes, a játékosok jó állapotban vannak, bízom benne, ez látszani is fog a keleti rangadón.
A védekezés és a támadásépítés terén sokat fejlődtünk a bajnoki rajthoz képest, most a támadó harmadban kell még előrébb lépni. A DVSC gólerős támadókkal rendelkezik, Takács Tamás és Könyves Norbert is betalált legutóbb. Egyszerű, de hatékony játékkal igyekeznek sikert elérni, illetve Tőzsér Dániel és Bódi Ádám rúgótechnikájának köszönhetően rendkívül veszélyesek pontrúgást követően. Emiatt a szokásosnál is jobban kell figyelni. Hazai pályán, a saját közönségünk előtt csak a győzelem lehet a célunk, amivel végre lezárhatjuk a negatív szériánkat.
| 14. forduló 2018. november 10., szombat 14:30 (tv: M4 Sport) |

| Diósgyőr                                | 1 – 0               | Debreceni VSC                                         |
| --------------------------------------- | ------------------- | ----------------------------------------------------- |
| Hasani (1–0) 38' Bacsa 39' Szabó B. 72' | (1 – 0) Jegyzőkönyv | 43' Könyves 52' Haris 69' Kinyik 75' Bódi 85' Avdijaj |

| DVTK-stadion, Miskolc Nézőszám: 2.553 Játékvezető: Iványi Zoltán (magyar) Asszisztensek: Medovarszki János és Csatári Tibor |

- Diósgyőr: Antal — Brkovics, Karan, Tamás M. — Sesztakov, Szabó B., Márkvárt, Tajti (Mazalović  90+2'), Juhar — Hasani (Mihajlovics  72'), Bacsa (Vernes  81') • Fel nem használt cserék: Radoš (kapus), Tóth Borisz, Polgár, Eperjesi • Vezetőedző: Fernando Fernandez
- Debrecen: Nagy S. — Kusnyír, Kinyik, Pávkovics, Barna — Tőzsér , Haris — Varga K. (Avdijaj  65'), Bódi, Takács (Jovanovics  67') — Könyves (Szécsi  55')• Fel nem használt cserék: Košický (kapus), Szatmári, Ferenczi, Csősz • Vezetőedző: Herczeg András

| Diósgyőr | Debrecen |

A Debrecen irányította a játékot, de nem tudta feltörni a hazaiak védelmét, így többnyire csak távoli lövésekkel veszélyeztetett, azokat azonban Antal rendre biztosan védte. A miskolciak aztán egy egyéni villanásnak köszönhetően váratlanul megszerezték a vezetést: a 38. percben Florent Hasani kapta a labdát Márkvárttól, majd 19 méterről, ballal álomszerűen csavart a jobb fölső sarokba. Még a léc is segített neki egy kicsit; (1–0). A szünetig hátralévő időben a vendégek beszorították a hazaiakat, de egyenlíteniük nem sikerült. A folytatásban sem változott a játék képe, a hajdúságiak meddő mezőnyfölényben futballoztak, viszont helyzetet nem tudtak kidolgozni a miskolciak kapuja előtt. Az idő múlásával kiegyenlítetté vált a küzdelem, a Debrecen mégis éppen ekkor vezette legveszélyesebb támadását, de a hazai védelem az utolsó pillanatban tisztázni tudott. A hajrára sem volt képes újítani a DVSC, sőt, a DVTK gyors ellentámadásokkal többször is végleg eldönthette volna a találkozót, de a kimaradt ziccerek ellenére végül minimális előnye is elégnek bizonyult ahhoz, hogy közel három hónap után ismét győzzön az NB I-ben. A miskolciak nyolc nyeretlen mérkőzés és sorozatban elszenvedett hat vereség után gyűjtötték be ismét a három pontot, míg a hajdúságiak öt veretlen bajnoki találkozó után kaptak ki.
Mérkőzés utáni nyilatkozatok:
Fontos győzelmet arattunk ma, hiszen hat meccses negatív szériából jöttünk ki. Ilyen helyzetben nehéz a játékosoknak, mert hétről hétre jobbak vagyunk, de még nem hagytuk el a kiesési zónát, azonban ma megmutatták, hogy mire képesek. Igyekeztünk minél többet birtokolni a labdát, mert akkor az ellenfél nem tudott gólveszélyt kialakítani. Jobbak voltunk, domináltunk, akár nagyobb különbségű győzelmet is arathattunk volna. A végén le kellett volna zárni a mérkőzést egy második góllal, és akkor nyugodtabban várhattuk volna a találkozó végét. A végén még nem volt elég önbizalma a játékosoknak ehhez, kicsit szenvedtünk Magyarország egyik legjobb csapata ellen, az első félidőben jobbak voltunk. Amikor elkezdtük a közös munkát, akkor tudtam, hogy hosszú távon lesz meg az eredménye. Legelőször a játékról alkotott elképzeléseimet kellett átadni, és begyakorolni. Minden játékos hisz ebben a játékban, miként én is bennük. Meg kell köszönnöm a győzelmet nekik, mert tisztában vagyok vele, milyen nehéz úgy játszani, koncentrálni, ha minden összeesküszik ellened. A múlt héten Felcsúton még jobban játszottunk, rengeteg helyzetet alakítottunk ki, birtokoltuk a labdát. Jó úton járunk, de a mai mérkőzésből is kell tanulni: a második félidőben hogyan tudjuk jobban uralni a mérkőzést. Kulcsmomentum, hogy mi szereztük meg a vezetést Florent Hasani gyönyörű góljával. A DVSC csak két mérkőzést veszített idén, ezért szokatlan lehetett számukra ez a helyzet.
Gratulálok a DVTK-nak, mi nem tudtuk megismételni, az elmúlt hetek jó játékát. Rengeteg technikai hibát vétettünk, rengeteg pontatlanság jellemezte a játékunkat különösen az első játékrészben a támadó harmadban, és a második félidőben sem tudtuk nyomás alá helyezni a DVTK kapuját. Nem is emlékszem, hogy ebben a bajnokságban korábban bármikor ilyen kevés veszélyt jelentettünk volna az ellenfél kapujára. Nem a mi napunk volt, nem sikerült jó teljesítményt nyújtani.
| 15. forduló 2018. november 24., szombat |

| Diósgyőr | – | MTK |
| -------- | - | --- |
|          |   |     |

| DVTK-stadion, Diósgyőr |

| Diósgyőr | MTK |

| 16. forduló 2018. december 1., szombat |

| Swietelsky Haladás | – | Diósgyőr |
| ------------------ | - | -------- |
|                    |   |          |

| Szombathely |

| Haladás | Diósgyőr |

| 17. forduló 2018. december 8., szombat |

| Diósgyőr | – | Kisvárda Master Good |
| -------- | - | -------------------- |
|          |   |                      |

| DVTK-stadion, Diósgyőr |

| Diósgyőr | Kisvárda |

| 18. forduló 2018. december 15., szombat |

| Paks | – | Diósgyőr |
| ---- | - | -------- |
|      |   |          |

| Paks |

| Paks | Diósgyőr |

| 19. forduló 2019. február 2., szombat |

| Diósgyőr | – | Mezőkövesd-Zsóry |
| -------- | - | ---------------- |
|          |   |                  |

| DVTK-stadion, Diósgyőr |

| Diósgyőr | Mezőkövesd |

| 20. forduló 2019. február 9., szombat |

| MOL Vidi | – | Diósgyőr |
| -------- | - | -------- |
|          |   |          |

| Sóstói stadion, Székesfehérvár |

| Vidi | Diósgyőr |

| 21. forduló 2018. október 6., szombat |

| Diósgyőr | – | Budapest Honvéd |
| -------- | - | --------------- |
|          |   |                 |

| DVTK-stadion, Diósgyőr |

| Diósgyőr | Honvéd |

| 22. forduló 2019. február 23., szombat |

| Újpest | – | Diósgyőr |
| ------ | - | -------- |
|        |   |          |

| Szusza Ferenc Stadion, Budapest |

| Újpest | Diósgyőr |

### Harmadik kör
| 25. forduló (1380. élvonalbeli mérkőzés) 2019. március 16., szombat 19:30 (tv: M4 Sport) |

| Debreceni VSC                                        | 1 – 0               | Diósgyőr |
| ---------------------------------------------------- | ------------------- | -------- |
| Szécsi (1–0) 18' Szatmári 26' Kinyik 82' Csősz 90+2' | (1 – 0) Jegyzőkönyv |          |

| Nagyerdei stadion, Debrecen Nézőszám: 3 600 Játékvezető: Berke Balázs (magyar) Asszisztensek: Vígh-Tarsonyi Gergő és Szalai Balázs |

- Diósgyőri VTK: Antal  — Sesztakov, Brkovics, Karan, Polgár — Hasani, Márkvárt, Szabó B. (Mihajlovics  68'), Juhar (Bárdos  79') — Prosser, Vernes (Tajti  58') • Fel nem használt cserék: Bukrán (kapus), Tóth Borisz, Mazalović, Ndzoumou • Vezetőedző: Fernando Fernandez
- Debrecen: Nagy S. — Kinyik, Szatmári, Pávkovics, Ferenczi — Bódi (Varga K.  76'), Jovanovics, Tőzsér , Haris — Szécsi (Csősz  81'), Zsóri (Takács  64') • Fel nem használt cserék: Košický (kapus), Barna, Damásdi, Kusnyír • Vezetőedző: Herczeg András

| Debrecen | Diósgyőr |

Az első percekben a vendég diósgyőriek kezdeményeztek, majd magára talált a Debrecen, amely a vezetést is hamar megszerezte. A folytatásban a hazaiak átadták a területet a DVTK-nak, a kiesés elől menekülő együttes azonban hiába birtokolta többet a labdát, a 16-os előtt többnyire elfogyott a tudomány. A második félidőben nem sokat változott a játék képe, a Debrecen magabiztosan őrizte egygólos előnyét, a Diósgyőr játékából pedig továbbra is hiányzott az ötlet, az elképzelés, így komolyabb lehetőség nem adódott a vendégek előtt. Megérdemelt győzelmével a Debrecen megőrizte a dobogó harmadik fokát az Újpest és a Budapest Honvéd előtt.
- Először volt kezdő játékos bajnoki találkozón Zsóri Dániel.

### Helyezések fordulónként
| Forduló  | 1   | 2   | 3   | 4   | 5  | 6  | 7  | 8   | 9   | 10  | 11  | 12  | 13 | 14 | 15 | 16 | 17 | 18 | 19 | 20 | 21 | 22 | 23 | 24 | 25 | 26 | 27 | 28 | 29 | 30 | 31 | 32 | 33 |
| Helyszín | i   | o   | i   | i   | o  | i  | o  | i   | o   | i   | o   | o   | i  | o  | o  | i  | o  | i  | o  | i  | o  | i  | i  | o  | i  | i  | o  | i  | o  | i  | o  | i  | o  |
| -------- | --- | --- | --- | --- | -- | -- | -- | --- | --- | --- | --- | --- | -- | -- | -- | -- | -- | -- | -- | -- | -- | -- | -- | -- | -- | -- | -- | -- | -- | -- | -- | -- | -- |
| Eredmény | V   | D   | V   | V   | GY | D  | D  | V   | V   | V   | V   | V   |    |    |    |    |    |    |    |    |    |    |    |    |    |    |    |    |    |    |    |    |    |
| Helyezés | 11. | 11. | 11. | 11. | 9. | 9. | 9. | 10. | 11. | 11. | 11. | 11. |    |    |    |    |    |    |    |    |    |    |    |    |    |    |    |    |    |    |    |    |    |

Helyszín: o = otthon (hazai pályán); i = idegenben. Eredmény: GY = győzelem; D = döntetlen; V = vereség.
A csapat helyezései fordulónként, idővonalon ábrázolva.

### A bajnokság állása
| Hely. | Csapat          | M  | Gy | D  | V  | G+ | G– | Gk  | P  | Továbbjutás vagy kiesés          |
| ----- | --------------- | -- | -- | -- | -- | -- | -- | --- | -- | -------------------------------- |
| 1.    | Ferencváros (B) | 33 | 23 | 5  | 5  | 72 | 27 | +45 | 74 | Bajnokok Ligája, 1. selejtezőkör |
| 2.    | Vidi (C)        | 33 | 18 | 7  | 8  | 53 | 37 | +16 | 61 | Európa-liga, 1. selejtezőkör     |
| 3.    | Debrecen        | 33 | 14 | 9  | 10 | 44 | 39 | +5  | 51 | Európa-liga, 1. selejtezőkör     |
| 4.    | Honvéd          | 33 | 13 | 10 | 10 | 46 | 38 | +8  | 49 | Európa-liga, 1. selejtezőkör     |
| 5.    | Újpest          | 33 | 12 | 12 | 9  | 38 | 28 | +10 | 48 |                                  |
| 6.    | Mezőkövesd      | 33 | 12 | 8  | 13 | 45 | 40 | +5  | 44 |                                  |
| 7.    | Puskás Akadémia | 33 | 11 | 7  | 15 | 36 | 45 | −9  | 40 |                                  |
| 8.    | Paks            | 33 | 9  | 12 | 12 | 33 | 46 | −13 | 39 |                                  |
| 9.    | Kisvárda        | 33 | 10 | 8  | 15 | 36 | 48 | −12 | 38 |                                  |
| 10.   | Diósgyőr        | 33 | 10 | 8  | 15 | 36 | 57 | −21 | 38 |                                  |
| 11.   | MTK (K)         | 33 | 10 | 4  | 19 | 42 | 56 | −14 | 34 | NB II                            |
| 12.   | Haladás (K)     | 33 | 8  | 6  | 19 | 31 | 51 | −20 | 30 | NB II                            |

## Magyar kupa
Az MLSZ szabályzatának értelmében, a nemzeti bajnokságokban (NB I, NB II, NB III) szereplő csapatok a kupasorozat 6. fordulójában, a legjobb 128 között kapcsolódnak be a versenybe. A versenykiírás szerint az NB I-es és NB II-es csapatok kiemeltek lesznek a sorsoláson, nem kerülhetnek össze egymással. A hatodik fordulóból (a főtábla első köréből) továbblépő együttesek 300 ezer, illetve 500 ezer forintot kapnak – attól függően, hogy döntetlen után vagy győzelemmel harcolják ki a továbbjutást.
      Győzelem
      Döntetlen
      Vereség
| 2018. szeptember 23. |

| Erzsébeti Spartacus MTK LE (ESMTK) (NB III) | 1 – 3 | Diósgyőri VTK |
| ------------------------------------------- | ----- | ------------- |
|                                             |       |               |

| Részletek |

| 2018. október 30. |

| Zalaegerszegi TE (NB II) | 0 – 2 | Diósgyőri VTK |
| ------------------------ | ----- | ------------- |
|                          |       |               |

| Részletek |

| 2018. december 5. |

| Budaörsi SC (NB II) | – | Diósgyőri VTK |
| ------------------- | - | ------------- |
|                     |   |               |

| Részletek |

### 6. forduló (főtábla 1. forduló)
2018. szeptember 4-én az MLSZ székházában kisorsolták a 6. forduló párosításait, ebben a körben már csatlakoznak a sorozathoz az OTP Bank Liga és a Merkantil Bank Liga csapatai is. Az NB I-es és NB II-es csapatok kiemeltként szerepeltek a sorsoláson, vagyis nem kerülhettek össze egymással. Minden párosításban az alacsonyabb osztályú csapatok a pályaválasztók, míg azonos osztály esetében az elsőnek kihúzott csapat. A továbbjutás egy mérkőzésen dől el, a forduló hivatalos játéknapjai: szeptember 22. szombat és szeptember 23. vasárnap.
| 2018. szeptember 23., vasárnap 15:00 |

| Erzsébeti Spartacus MTK LE (ESMTK) (NB III) | 1 – 3 (h. u.)       | Diósgyőri VTK                                                                                          |
| ------------------------------------------- | ------------------- | --- |
| Nagy R. (1–0) 21'                           | (1 – 1) Jegyzőkönyv | 22' (1–1) Makrai 96' (11-esből) (1–2) Makrai 114' (1–3) Mihajlovics 75' Szabó B. 88' Nagy 93' Márkvárt |

| ESMTK stadion, Budapest, XX. kerület Nézőszám: 800 Játékvezető: Molnár Attila (magyar) Asszisztensek: Szécsényi István és Szalai Balázs |

- Diósgyőr: Radoš — Polgár (Orosz  71'), Lipták , Bárdos (Mihajlovics  80'), Juhar — Nagy, Márkvárt, Szabó B., Hasani (Tóth Borisz  64') — Makrai, Bacsa • Fel nem használt cserék: Bukrán (kapus), Vernes, Tóth Barnabás, Brkovics • Vezetőedző: Fernando Fernandez
- ESMTK: Bonica — Nagy M., Túri D., Markovics, Tóbiás (Lázár B.  23') — Mohácsik (Bartha R.  szünetben), Bányai — Kovács D., Szabó Á., Soós B. — Nagy R. (Horváth L.  80') • Fel nem használt cserék: Privigyei, Papp B., Slezák, Keményffy • Vezetőedző: Turi Zoltán

Mérkőzés utáni nyilatkozatok:
Minden sorozatban örömet jelent a győzelem, ezúttal a továbbjutás volt a legfontosabb, és ezt teljesítettük. Örülök, hogy olyan játékosoknak is lehetőséget adhattam, akik a bajnokságban eddig kevesebbet játszottak. Külön öröm számomra az U17-es válogatotthoz meghívott Tóth Borisz és Orosz Donát teljesítménye.
Nem szeretném a szerencsére fogni a kiesést, ezzel együtt ha a Fortuna mellénk áll, talán mi jutottunk volna tovább. Nem vallottunk szégyent a kilencven perc alatt, közelebb álltunk a továbbjutáshoz, s talán kicsit jobban meg is érdemeltük volna. Azt kértem a játékosaimtól, hogy élvezzék a mérkőzést, futballozzanak bátran, szerencsére ezt megvalósították.

### 7. forduló (főtábla 2. forduló)
| 2018. október 30., kedd 20:00 (tv: M4 Sport) |

| Zalaegerszegi TE (NB II) | 0 – 2               | Diósgyőri VTK                                          |
| ------------------------ | ------------------- | ------------------------------------------------------ |
|                          | (0 – 1) Jegyzőkönyv | 44' (0–1) Nagy 79' (0–2) Hasani 34' Márkvárt 48' Juhar |

| ZTE Aréna, Zalaegerszeg Nézőszám: 2.346 Játékvezető: Bogár Gergő (magyar) Asszisztensek: Farkas Balázs és Huszár Balázs |

- Diósgyőr: Radoš — Polgár, Brkovics, Tamás M. — Nagy, Szabó B., Mazalović, Márkvárt (Tajti  74'), Juhar — Vernes (Bacsa  64'), Hasani (Tóth Borisz  84') • Fel nem használt cserék: Pápai (kapus), Karan, Mihajlovics, Eperjesi • Vezetőedző: Fernando Fernandez
- Zalaegerszeg: Szemerédi — Németh E., Kiss M., Lesjak, Gergényi — Bedi, Hudák — Horváth K., Barczi, Madarász — Popin • Fel nem használt cserék: Macher (kapus), Kónya, Szabó P., Kulcsár K. • Vezetőedző: Dobos Barnabás

| Zalaegerszeg | Diósgyőr |

A 44. percben megszerezte a vezetést a vendég csapat: Juhar kapásból lőtt balról, kiszorított helyzetből, amit a hazaiak kapusa Szemerédi bravúrral védett, azonban a hosszún érkezett Nagy Tibor, aki még élesebb szögből az üres kapuba lőtt, Szemerédi csak a gólvonal mögött ért a labdához; (0–1). A 79. percben már kettővel vezettek a miskolciak: Bacsa húzta meg a bal szélen, az alapvonalról középre tette a labdát, ami elsőre tisztáztak a védők, de középen Nagy Tibor beemelte a 11-es pont tájékára, ahol a tömegben Florent Hasani kapcsolt a leggyorsabban, és fordulásból a kapu jobb oldalába lőtt; (0–2).
Mérkőzés utáni nyilatkozatok:
Ellentétes félidőket láttunk. Az elsőben jól játszottunk, a másodikban sok labdát veszítettünk el, szóval nem voltunk jók. Fontos, hogy a nyeretlenségünket lezártuk, hosszú idő után győztünk újra.
Védekezésben és támadásban is tovább kell fejlődnünk. A második félidőben nagyon sok helyzetet hagytunk ki. A vereségekből is lehet építkezni, elindultunk egy úton, szeretnénk végigmenni rajta.

### 8. forduló (főtábla 3. forduló)
2018. október 31-én az M4 Sport stúdiójában a Magyar Kupa főtáblája 2. fordulójának gólösszefoglalója után elkészítették a következő forduló párosítását, amelyen már a legjobb 16 közé jutás a cél. A továbbjutás egy mérkőzésen dől el, a forduló hivatalos játéknapja: december 5., szerda.
| 2018. december 5., szerda |

| Budaörsi SC (NB II) | – | Diósgyőri VTK |
| ------------------- | - | ------------- |
|                     |   |               |

| Grosics Gyula Stadion, Budaörs |

| Budaörs | Diósgyőr |

## Felkészülési mérkőzések
Győzelem
      Döntetlen
      Vereség

### Nyár
| 2018. június 30., szombat 9:30 |

| Diósgyőri VTK                                                        | 4 – 2               | Kazincbarcikai SC (NB II)              |
| -------------------------------------------------------------------- | ------------------- | -------------------------------------- |
| Brkovics (1–2) 52' Makrai (2–2) 80' Hasani (3–2) 85' Boros (4–2) 88' | (0 – 2) Jegyzőkönyv | 5' (0–1) Lukács 10' (0–2) Gábor Lukács |

| DVTK Edzőközpont, Diósgyőr Nézőszám: zártkapus Játékvezető: Kátai Gábor (magyar) Asszisztensek: Punyi Gyula és Márkus Péter |

- DVTK 1. félidő: Bukrán — Nagy T., Karan, Tamás M., Forgács — Busai, Tóth Ba., Tóth Bo. — Shestakov, Bacsa, Óvári
- DVTK 2. félidő: Bukrán (Bánhegyi  77') — Eperjesi (Ivánka  69'), Lipták, Brković, Bárdos — Hasani, Mazalović, Ternován (Boros  69') — Makrai, Vernes, Ugrai • Vezetőedző: Fernando
- KBSC 1. félidő: Somodi — Tóth Sz., Heil, Belényesi, Mikló — Krausz, Oltean, Takács P., Gábor — Lukács, Tóth L.
- KBSC 2. félidő: Fila — Constantinescu, Heil, Belényesi, Süttő — Toma, Kovács O., Szabó II B., Lefler — Olasz, Gál T. • Vezetőedző: Koleszár György

Az 5. percben a jobb oldalon kapott labdát Lukács Raymond, tolt rajta, majd éles szögből lőtt, a labda pedig utat talált a rövid oldali kapufa mellett a hálóba; (0-1). A 10. percben már kettővel vezettek a vendégek: Gábor Lukács csapott le egy középre tett passzra, majd 16 méterről a kapu bal oldalába lőtt; (0-2). Csak a második félidőben tudtak szépíteni a hazaiak: az 52. percben Hasani jobb oldali szögletét Brkovics bólintotta az ötösről a hálóba; (1–2). A 80. percben egyenlíteni tudtak a vendéglátók: Makrai Gábor kapott szép labdát a 16-os bal oldalán, jól vette át, és ezzel egyúttal lépéselőnybe is került, majd éles szögből hálóba lőtt; (2–2). Öt perccel később, a 85. percben már vezettek a diósgyőriek: Florent Hasani kapott labdát a kaputól 30 méterre, középen, tolt egyet rajta, majd hatalmas gólt lőtt a bal fölső sarokba; (3–2). Két perccel a lefújás előtt alakult ki a mérkőzés végeredménye: a 88. percben Ivánka kapott jó labdát a jobb szélen, lement az alapvonalig, ahonnan pontosan centerezett, Boros Gábor pedig a léc alá bombázott; (4–2).
Jó mérkőzést játszottunk, amiből sok minden kiderült, hol járunk a felkészülésben. Örülök a győzelemnek, de még sokat kell fejlődni a bajnoki rajtig. A felkészülés ezen szakaszában az a legfontosabb, hogy a játékosok minél több időt töltsenek a pályán. A két új fiú közül Tomislav Mazalović két hete dolgozik velünk, bizonyította, hogy tapasztalt játékos, akire lehet számítani. Vernes Richárd egy hét hátrányban van, ráadásul családi gyász miatt nehéz időszakot él át, de ő is mutatott szép dolgokat. Legalább ilyen elégedett vagyok a fiatalokkal, Tóth Borisz még nincs 16 éves, Ivánka Patrik, Ternován Patrik és Boros Gábor is jól szállt be, Bárdos Bence pedig már a keret teljes jogú tagja. Mivel Ivan Radoš és Antal Botond később kezdte a felkészülést, Bukrán Erik és Bánhegyi Donát pedig jól dolgozott egész héten, utóbbiak megérdemelték, hogy ők védjenek ma. Sok sikert kívánok a kazincbarcikaiaknak a bajnokságban!
| 2018. július 4., szerda |

| Diósgyőri VTK    | 1 – 2               | Kisvárda Master Good                    |
| ---------------- | ------------------- | --------------------------------------- |
| Makrai (1–0) 35' | (1 – 0) Jegyzőkönyv | 59' (1–1) Schinder 82' (1–2) Kovácsréti |

| DVTK Edzőközpont, Diósgyőr Nézőszám: zártkapus Játékvezető: Mencsik László (magyar) Asszisztensek: Farkas Dávid és Szarvas László |

- DVTK: Bukrán — Nagy T., Lipták, Tamás, Bárdos — Tóth Borisz, Tóth Barnabás, Ivánka — Makrai, Vernes, Óvári • Vezetőedző: Fernando
- Kisvárda: Felipe — Lukunechuk, Teodoris, Partsvania, Vári — Lucas, Mitosević, Misić, Karasjuk — Ilić, Schinder • Vezetőedző: Kondás Elemér

| 2018. július 7., szombat 18:00 |

| Diósgyőri VTK                                                                                 | 4 – 0               | Partizán Bardejov (Bártfa) (szlovák II) |
| --------------------------------------------------------------------------------------------- | ------------------- | --------------------------------------- |
| Busai (1–0) 40' Hasani (2–0) 44' • (4–0) 78' Tóth Barnabás (3–0) 76' Lipták 81' Mazalović 88' | (2 – 0) Jegyzőkönyv |                                         |

| DVTK Edzőközpont, Diósgyőr Nézőszám: zártkapus Játékvezető: Farkas Ádám (magyar) Asszisztensek: Márkus Tamás és Varga Gábor |

- DVTK 1. félidő: Antal — Eperjesi, Ivánka, Brkovics, Forgács — Mazalović, Busai, Hasani, Sesztakov — Bacsa, Ugrai
- DVTK 2. félidő: Radoš — Eperjesi, Ivánka, Brkovics, Forgács — Mazalović, Busai, Hasani, Sesztakov — Bacsa, Ugrai
- DVTK 67. perctől: Radoš — Nagy, Ivánka, Lipták, Bárdos — Mazalović, Tóth B., Hasani, Makrai — Bacsa, Óvári • Vezetőedző: Fernando
- Partizán Bardejov: Ján Čikoš-Pavličko — Lukáš Didík, Šula, Lukáč, Rachev — Lipták Peter, Katona, Sarki, Glebko, Góra, Milunovič • Vezetőedző: Jozef Daňko

40. percSerhii Shestakov keresztlabdáját Ugrai Roland egyből Busai Attilához passzolta, aki kicsit kisodródott, ám rendkívül higgadtan 15 méterről kilőtte a hosszú sarkot; (1–0).
44. percFlorent Hasani három védőt is elfektetett, majd a kapuson kívül már senkitől sem zavartatva a vendégek kapujának bal oldalába lőtte a labdát; (2–0).
76. percHárom az egyben támadott a DVTK, Tóth Barnabáshoz került a labda, aki nem sokat gondolkodott és 12 méterről – már csak a kapussal szemben állva – a kapuba továbbította a játékszert; (3–0).
78. percFlorent Hasani a vendégek 16-osának sarkáról lőtt hatalmas gólt; (4–0).
Ezúttal sem az eredmény volt a fontos, hanem az, hogy a játékosok lábában a terhelés miatt minél több játékperc legyen, ezért akik szerdán kevesebbet játszottak, most azok kaptak több szerepet. A tervek szerint a jövő heti két meccsen már 90 perceket fog játszani mindenki. A Partizán Bardejov csapatának sok sikert kívánok a bajnokságban!
| 2018. július 11., szerda 16:00 |

| Diósgyőri VTK                            | 1 – 2               | FK Poprad (Poprád) (szlovák II)                         |
| ---------------------------------------- | ------------------- | ------------------------------------------------------- |
| Jóannidisz (1–1) 68' (11-esből) Nagy 71' | (0 – 1) Jegyzőkönyv | 18' (0–1) Zošák 78' (1–2) Holiš 67' Vladislav 89' Matáš |

| DVTK Edzőközpont, Diósgyőr Nézőszám: zártkapus Játékvezető: Nagy Róbert (magyar) Asszisztensek: Berényi Ákos és Punyi Gyula |

- DVTK: Antal (Bukrán  szünetben) — Nagy, Ivánka, Tamás, Bárdos — Tóth Barnabás, Szűcs, Tóth Borisz, Sesztakov — Vernes (Jóannidisz  61'), Óvári • Vezetőedző: Fernando
- Poprád 1. félidő: Malec — Masco, Hric, Paser, Zekucia — Štreňo, Gallovič, Medak, Zošák — Kukoľ, Horváth
- Poprád 2. félidő: Malec — Janco, Urbanič, Paser, Zekucia — Kopúnek, Kica, Medak, Matáš — Holiš, Palša • Vezetőedző: Marek Petruš

A 18. percben megszerezték a vezetést a vendégek: a cseh Štefan Zošák ugrott ki középen és a kapu bal oldalába gurította a játékszert a kufutó Antal Botond mellett; (0–1). Két percen belül két hatalmas lehetősége volt a vendéglátóknak az egyenlítésre, azonban egyik sem ment be a kapuba: először a 28. percben Nagy Tibor beadását Tóth Borisz a poprádi 16-oson belül lőhette el, de egy vendég védő fejéről a labda kifelé pattant. Majd egy perccel később Sesztakov húzott befelé a jobb oldalon, a labda Szűcs Kornél elé került középen, aki jobbal kevéssel a jobb kapufe mellé csavart. A 62. percben, az előtte egy perccel becserélt Jóannidisz rögtön helyzetbe került: Óvári remek kiugratását követően a görög nyolc méterről kevéssel tévesztette el a bal felső sarkot. A 67. percben Jóannidisz harcolt ki egy szabadrúgást egy szép cselsorozat végén 19 méterre a poprádi kaputól. A sértett végezte el a pontrúgást, az ötfagú sorfalba lőtt, majd egy vendégjátékos kézzel ért a labdához, büntető. Jóannidisz higgadtan a kapu jobb oldalába lőtte a labdát a megítélt büntetőt követően; (1–1). A 73. percben Sesztakov kétszer egymás után adott be remekül, Óvári állt a legközelebb a gólszerzéshez, de mind a két ordító helyzet kimaradt. A 78. percben ismét vezettek a vendégek: egy távoli lövés kipattant Bukránról, melyet Štefan Holiš az üres kapuba passzolt; (1–2).
Tipikus felkészülési mérkőzés volt, melyen nem az eredmény számított, hanem az volt a legfontosabb, hogy 90 percet játszanak a labdarúgók. Sok fiatal játékos kapott ma szerepet, mert meccsszituációban is meg akartam őket nézni. Voltak gólszerzési lehetőségeink, ezért az eredmény nem a legjobb, de ez engem ebben a pillanatban nem érdekel. Aki a mai napon nem léptek pályára, azok  szombaton kapnak majd 90 percet. Bár még van néhány edzésünk addig, és sok minden történhet, de ez a terv.
A DVTK labdarúgó csapata utolsó nyári felkészülési mérkőzésén az izraeli első osztályban szereplő Maccabi Netanya ellen lépett pályára Telkiben.
| 2018. július 14., szombat 18:00 |

| Diósgyőri VTK                     | 1 – 2               | Makkabi Netánjá (izraeli I)        |
| --------------------------------- | ------------------- | ---------------------------------- |
| Mazalović 85' (1–0) 10' Busai 70' | (1 – 1) Jegyzőkönyv | Avraham (1–1) 44' Gozlan (1–2) 85' |

| MLSZ Edzőközpont, Telki Játékvezető: Farkas Ádám (magyar) Asszisztensek: Márkus Tamás és Berényi Ákos |

- DVTK: Antal — Eperjesi (Ivánka  55'), Lipták , Brkovics, Forgács — Busai, Mazalović, Hasani — Makrai, Bacsa, Ugrai (Jóannidisz  szünetben)• Fel nem használt cserék: Radoš (kapus), Bukrán, Nagy, Tamás, Karan, Bárdos, Tóth, Sesztakov, Vernes, Óvári • Vezetőedző: Fernando
- Maccabi Netanya: Amos (Elkaslasy  68') — Heubach (Kougbenya  62'), Azoulay, Goldenberg (Tovitov  szünetben), Bornstein (Kahlon  szünetben) — Avraham (Brik  64'), Mohammed (Shahaf  68'), Olsak (Balay  71'), Malede (Werner  71') — Levy  (Tiram  62'), Gozlan • Vezetőedző: Slobodan Drapić

A 10. percben megszerezte a vezetést a Diósgyőr: Ugrai 20 méterről elvégzett remek szabadrúgása után Tomislav Mazalović nem kevésbé remekül fejelt a Netanya kapujába; (1–0). Az első félidő legvégén, a 44. percben egyenlítettek az izraeliek: Aviv Avraham betört a 16-oson belülre, kapura lőtt, a lövése egy hazai lábon megpattant, ezért Antal már nem tudott hárítani; (1–1). A 85. percben megszerezte a vezetést a Netanya: Shoval Gozlan távoli lövése előbb a jobb, majd a bal kapufa segítségével került a hálóba; (1–2).

### Ősz
| 2018. október 12., péntek 11:00 |

| Kazincbarcikai SC (NB II) | – | Diósgyőri VTK |
| ------------------------- | - | ------------- |
|                           |   |               |

| Elek Ákos Utánpótlás Központ, Putnok |

| 2018. november 16., péntek 11:00 |

| Balmazújvárosi FC (NB II) | – | Diósgyőri VTK |
| ------------------------- | - | ------------- |
|                           |   |               |

| Városi sportpálya, Balmazújváros |